# Joachim le Sage ten Broek

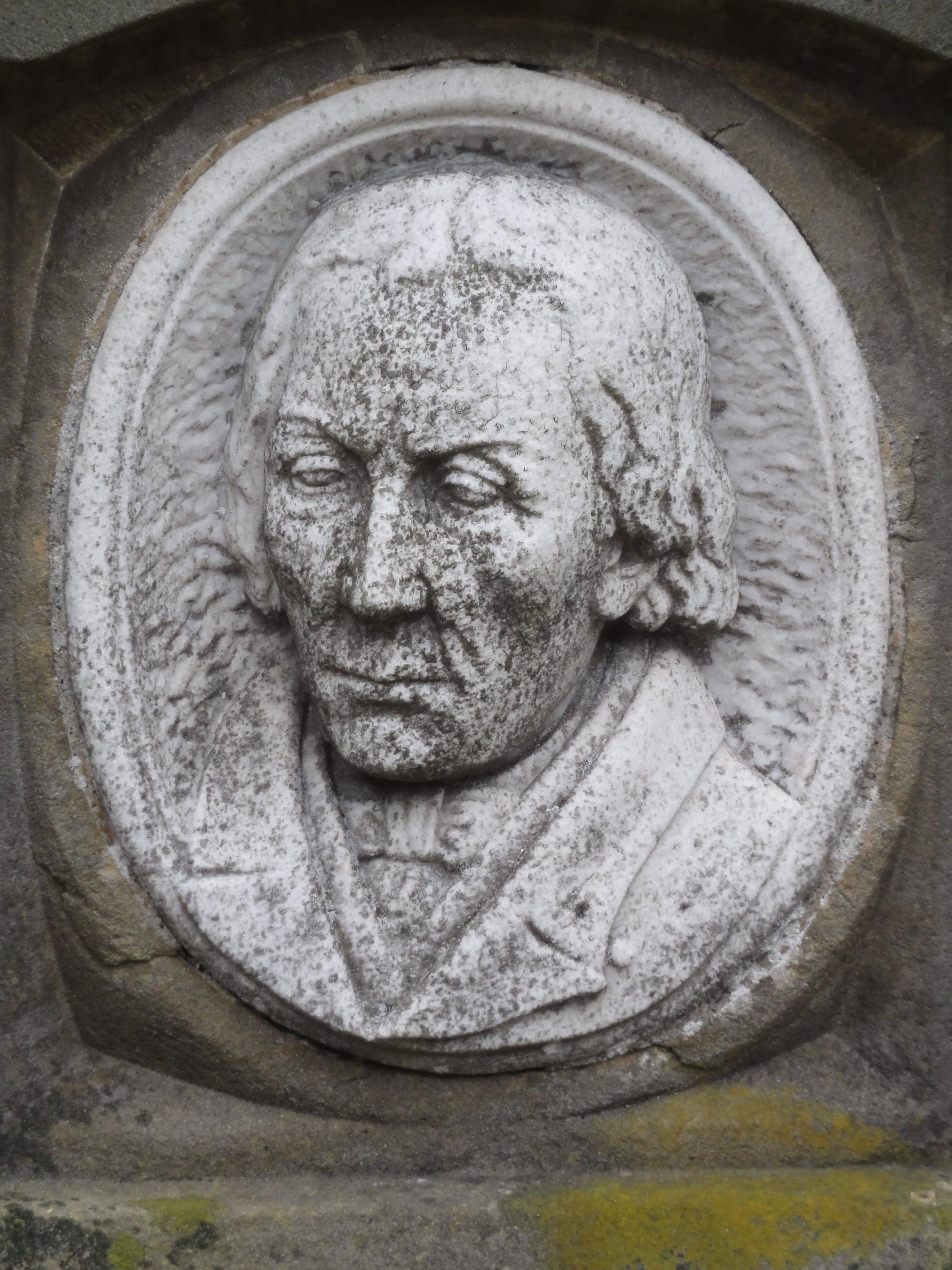
Reliëfportret van Le Sage ten Broek op zijn graf te Grave

Joachim George le Sage ten Broek (Groningen, 27 november 1775 - Grave, 11 juli 1847) was een Nederlands notaris, schrijver, historicus en journalist. Hij was een belangrijke rooms-katholieke emancipator, polemist en apologeet. Voorts schreef hij gedichten, waarin hij zich een epigoon van Hendrik Tollens toont.

## Vroege jaren
Joachim le Sage ten Broek werd in 1775 geboren als de zoon van de hoogleraar filosofie en predikant Johan Jacob le Sage ten Broek, die vanwege zijn patriottistische opvattingen door het Oranjegezinde Rotterdams stadsbestuur in oktober 1787 van zijn ambt werd ontheven en door de kerkenraad als lidmaat gecensureerd, waarna hij uitweek naar Antwerpen, waar hij fungeerde als predikant voor de uitgeweken patriottische protestanten. Ook preekte hij in 1792 tijdens de Eerste Coalitieoorlog in het Duits voor de Oostenrijkse troepen. Zijn vader werd reeds in de jaren 1785 en 1786 van onrechtzinnigheid beschuldigd, omdat hij leerde dat Jezus Christus niet alleen voor de uitverkorenen gestorven was, maar voor alle mensen. Tevens zou hij zijn zoon toevertrouwen hoe spijtig hij het vond dat de hervormden het sacrament van de biecht hadden afgeschaft. Onder leiding van zijn vader bekwaamde Joachim zich in verschillende takken van wetenschap; het beoefenen van dicht- en schilderkunst was voor hem de aangenaamste ontspanning. Zijn leermeester in de tekenkunst was de Vlaamse katholieke neoclassicistische schilder Balthasar-Paul Ommeganck (1772-1826), bekend om zijn voorstellingen van vee. In Antwerpen schreef hij zijn eerste gedicht: een jeugdige parodie op de paters Kapucijnen, dat tevens een cynische verwijzing naar het Heilig Sacrament en de moeder Gods bevatte. Daarnaast schreef hij vermoedelijk nog andere anti-katholieke spotgedichten die niet bewaard zijn gebleven. Over zijn godsdienstige ingesteldheid weten we zeer weinig, behalve dat hij reeds als kind niet geheel vrij was van twijfel:

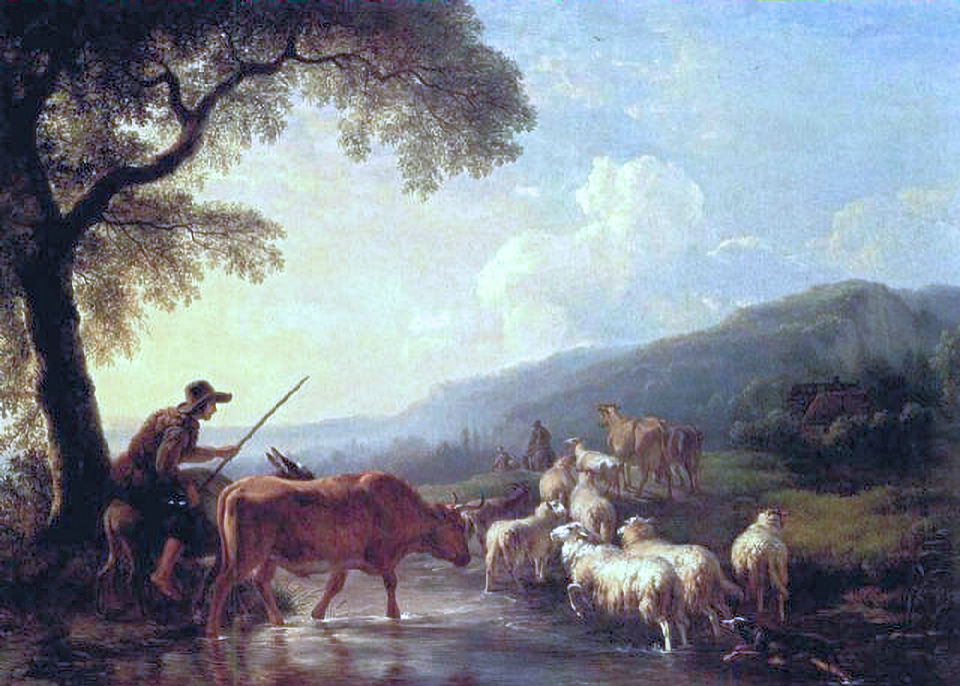
Balthasar-Paul Ommeganck: Landschap met herders (1796)

Met aandoening herinner ik mij dikwijls, dat ik, nog een zeer klein kind zijnde, altoos met onwillenkeurige angst bevangen werd, als ik hoorde spreken van Roomschen, Gereformeerden, Luthersen, Remonstranten, mennisten, enzovoorts, en dan mijn kinderlijk gebed tot God opzond om te mogen weten, wie van al deze gezindten de ware was: want dat de waarheid slechts een is, begreep ik toen reeds.
Toen het gezin na de omwenteling van 1795 was teruggekeerd in Nederland, liet zijn vader, die hem voor het predikambt of de medicijnen bestemd had, zijn zoon, niet zonder enige weerzin, zich op de rechtsgeleerdheid en het notariaat toeleggen (zijn broer Hendrik Willem zou uiteindelijk wel predikant worden). In 1800 huwde Joachim George met Wilhelmina van Lil, dochter van een gefortuneerd koopman in vlas te Rotterdam. Hoewel het huwelijk hem een zeker comfort en geluk verschafte, gaf hij zich vooral over aan zijn godsdienstige overpeinzingen. In 1808 kreeg hij van koning Lodewijk Napoleon een aanstelling als notaris in Rotterdam, waar hij tot de val van het Franse keizerrijk zou blijven. Vervolgens vertrok hij naar Naaldwijk, Loosduinen.

## Overgang naar de Katholieke Kerk

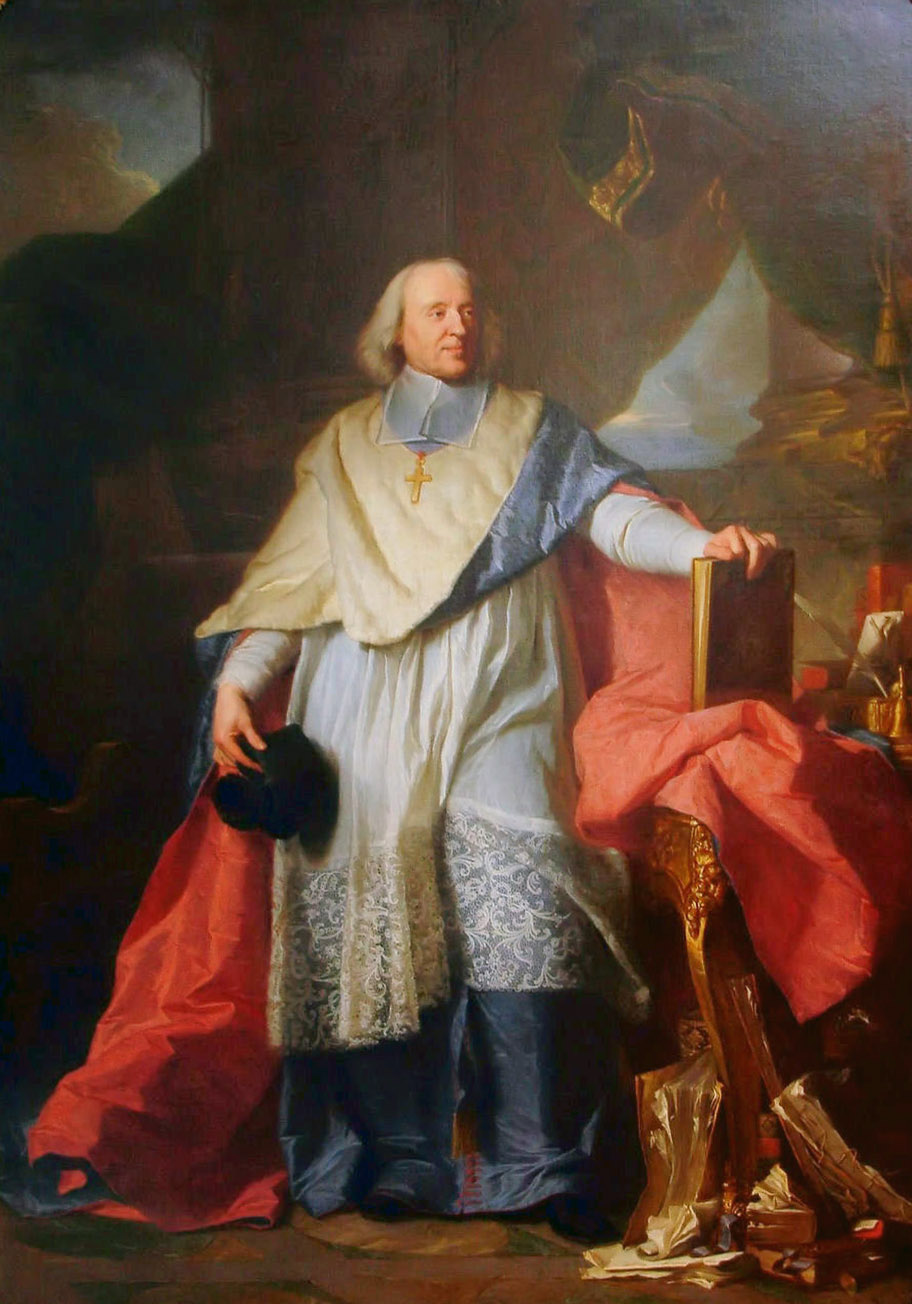
Jacques-Bénigne Bossuet, Hyacinthe Rigaud, Louvre

Bij zijn terugkeer naar Rotterdam waren er nog geen 'katholiceerende neigingen' bij Le Sage ten Broek aan te wijzen, hoewel zijn pleegzoon Josué Witz later schreef dat de 'luister der katholieke plechtigheden, de prachtige kerken en kloosters, de ontelbare te Antwerpen aanwezige kunstschatten' een diepe indruk achterlieten'. Zelf zou Le Sage ten Broek Antwerpen nooit noemen als het ging over zijn godsdienstige omkeer. Hij probeerde tijdens de eerste jaren in Nederland een vurig en 'ieverig' protestant te zijn en hoorde 'predikatiën bij andere gezindheden, behalve bij de Roomsch-Katholijken; hiertoe had ik nog geen den minsten aandrang'. Vooral koesterde hij een diepe bewondering voor een huisvriend van zijn vader ds. J. Sharp, die hij zonder uitzondering ‘den geleerden Sharp’ noemt en die opvallend vrij was van antipapistische sentimenten daar hij van mening was dat zowel protestanten als katholieken dezelfde grondwaarheden van het christendom beleden. 
In de loop van de tijd begon Le Sage ten Broek echter steeds meer een afkeer te ontwikkelen van het godsdienstig rationalisme en individualisme binnen de toenmalige Gereformeerde Kerk. Met name de natuurlijke neiging van het protestantisme tot versplintering, hetgeen, volgens Le Sage ten Broek, voortkwam uit het feit dat de gemeenschappen van de reformatie het leergezag hadden verworpen, begon hij steeds meer als een ongerijmdheid te ervaren. De heilige Schrift alleen kon de verdeeldheid van de waarheid niet opheffen. Integendeel, de Bijbel leidde in zijn ogen slechts tot verwarring en eigengereidheid. Zo verhaalde hij later dat hij door het lezen van de Bijbel steeds meer tot ongeloof was vervallen, met name omdat hij een tegenstelling ervoer tussen het Woord van God en de gereformeerde leer:
Ik was volkomen overtuigd geworden, dat elk in den Bijbel vinden kan, wat hij er in zoekt: omdat elk er zijn gevoelen in vinden wil, en niets gemakkelijker te overtuigen is dan eigenliefde, zoo had ik als kind alles wat men mij had voorgepraat daarin gevonden; als jongeling vond ik daarin grond voor mijne twijfelingen; en in meergevorderde jaren zelfs gronden voor het ongeloof.
Steeds sterker voelde hij de noodzaak dat er: 'buiten den Bijbel, een onfeilbaar middel bestaan moet, 't welk zeggen kan wat waarlijk Schriftuur is, en wat de ware zin is der Schriftuur'. Het werk Histoire des variations des églises protestantes van de Franse bisschop, schrijver en theoloog Jacques-Bénigne Bossuet (1627-1704), een van de belangrijke theoretici van het absolutisme in de 18e eeuw, opende zijn ogen en zou uiteindelijk de doorslag hebben gegeven voor zijn overstap naar de katholieke kerk in 1806. Allereerst was dit vooral een keuze van het verstand. Zelf schreef hij hierover:
Het licht der waarheid in mijne ziel ging op. Hetgeen deze geleerde bisschop schrijft stemde met mijne ondervinding volmaakt overeen. Ik onderzocht verder en mijn verstand ontdekte zoveel schoonheid in de Leer der Katholieke Kerk, dat mijn hart haar genegen werd en ik eindelijk voor hoogmoed en eigenliefde zo verschrikkelijke hinderpalen stellende gedachte: Wat zullen de mensen van mij zeggen? Wat zullen ze mij aandoen? Zal men mij niet voor dom aanzien?
Niettemin beloofde hij met 'een opgeruimd hart gehoorzaamheid aan deze kerk'. In augustus 1806 ontving Le Sage ten Broek het heilig Vormsel en de eerste heilige Communie en werd daarmee opgenomen in de katholieke kerk. Vermoedelijk is hij niet herdoopt omdat zijn vader, orthodox en nauwgezet als hij was, er voor had gezorgd dat zijn zoon geen ongeldig doopsel zou ontvangen. Zijn broer Hendrik was niet geamuseerd en zou hem later bitter toewerpen: 'gij hadt toch de Roomsche kerk kunnen leeren kennen gedurende ons verblijf in het bijgeloovige Antwerpen.'

## Strijd tegen de vrijzinnigheid en het protestantisme
Zijn overstap naar de katholieke kerk zou Le Sage ten Broek verdedigen in zijn vlammende apologie 'Over de voortreflijkheid van de leer der Rooms-Katholijke Kerk', waarin hij een antwoord trachtte te geven op de vraag hoe een weldenkend en erudiet mens rooms-katholiek kon worden:
Eene tweede reden voor de uitgave van dit werkje is, om op een openbare wijze aan Roomschen en Onroomschen plegtig te betuigen, dat ik den Katholijken godsdienst uit volle overtuiging omhelsd heb, en tevens met leedwezen te belijden, dat hij eenen geruimen tijd na mijne verandering juist alleen mijn verstand boeide, zonder dat deszelfs heilige voorschriften en genadevolle hulpmiddelen mijn hart genoegzaam troffen om er mijne handelingen naar te regelen... De godsdienst overwon en ik ben ook deze openlijke hulde aan de waarheid schuldig, opdat diegeenen welke ik misschien door mijne levenswijze, of het tekortkomen in mijne verplichtingen mogt geërgerd hebben, dit niet aan den Godsdienst, maar aan mijne krankheid wijten.
Verder opende hij hierin de frontale aanval op het protestantisme, het cultuurrelativisme en het liberale idee van vrijheid en tolerantie. Het boek was voornamelijk gericht op protestanten en bij zijn verdediging van de katholieke leer beriep hij zich daarom voornamelijk op de heilige Schrift; vele schriftuurlijke bewijzen haalde Le Sage ten Broek aan om zijn keuze voor de katholieke kerk te rechtvaardigen. Het boek ontketende een ongemeen felle publicatiestrijd, waaraan onder andere ds. J.J. Scholten, president van het Provinciaal kerkbestuur Noord-Brabant, en de protestantse Nederlandse dichter en historicus Willem Bilderdijk deelnam die in zijn open brief 'Aan den heer Le Sage ten Broek, in antwoord op zijnen openbare brief aan Mr. W. Bilderdijk.'(1829) Le Sage bekritiseerde op diens geloofsopvattingen, met name op de katholieke claim op onfeilbaarheid:
Ik ben aan den anderen kant zeer overtuigd dat de Hervorming, in meer dan een opzicht te verr' is gegaan, en wenschte met almijn hart een hereeniging met de Moederkerk, indien zy slechts mogelyk ware. En zy zoude het zyn, kon zy afzien van haar onfeilbaarheid. Beginsel, voor menschen, van menschen niet aan te nemen; en dat waar eens dwaling of wanbegrip insloop, allen toegang of te rug keer tot waarheid houdt afgesneden. Maar juist dit kan zy niet anders (Le Sage ten Broek zegt en onderstelt het met recht) dan tevens zich-zelve geheel te verloochenen.
Ook van ander zijde trachtte men deze vorm van deelneming van de katholieken aan het openbare leven met tegengeluiden te overstemmen. Ook protestanten van lager intellectueel allooi dan Bilderdijk betraden de arena. Zo verscheen niet lang na publicatie van 'Over de voortreflijkheid van de leer der Rooms-Katholijke Kerk' een pamflet onder de titel 'Over de voortreflijkheid van de leer der Hervormde Kerk' door Johannes Heynen, een vrome bakkersknecht te Amsterdam, die in een godsdienstige matheid was opgebracht, maar door zijn baas in aanraking was gekomen met de strengere hervormde kringen en die Le Sage ten broek bleef aanschrijven als 'Heer notaris':
Gij, Heer notaris, zijt tevoorschijn getreden als Goliath voor het leger der Philistijnen, en hebt den God van Israël gehoond door haar zo diep te verwerpen: doch ik kome als David tegen u, met eenen slinger en eenige steenen. De slinger is mijnen Pen; de steenen zijn de woorden des Heeren der heirscharen, der slagorden Israëls.
Niemand echter voelde zich geroepen om op Heynen te reageren. Ook een andere man uit het volk Nicolaas Bugter schreef een met Bijbelse citaten overladen brochure. Zijn optreden wekte echter het medelijden van de katholieken, daar hij zichzelf bestempelde als: 'eertijds Lid der Roomsche, doch na 1807 Lid der Protestantsche Kerk'. Zelfs de drukkers van de brochure, Hendriksen en Ulrich te Rotterdam plaatsten op de eerste bladzijde van de brochure de volgende waarschuwing, volgens G.W.C. Gorris 'een unicum in de geschiedenis der bibliografie':
Den Lezer gelieve de spelfouten die er mogten ingeslopen zijn, te verschonen; dewijl den schrijver, geen taalkundige is.
Als we de drukker één ding kunnen verwijten, is dat hij zich te voorzichtig heeft uitgedrukt:
Het schijnt mij niet onmogelijk, dat een mensch, die verstandig schijnt, van Protestantsch Roomsch word; want de Mensch is van nature ingeroest, een werker in de werkheiligheid en durft het maar niet gemakkelijk op vrije genaden los laten, of wagen, dat schijnt hem niet genoeg, of goed te zijn, en het hart komt wel eens op, het gaat zoo gemakkelijk niet zoo maar te gelooven, en dan krijgt men alras de naam van het nieuwe licht... maar Paulus zegt Eph. 2 vs 8: Want uit genade zijt Gij zalig geworden, door het geloof en dat niet uw het is Gods gave vs 9 niet uit de werken op dat niemand en roemen, en elders, en indien het genaden is dan is het werk geen werk meer, en indien het uit het werk is, dan is genade geen genade meer, en dan zijt gij van genade vervallen, en ijdel is uw geloof'. 
Ditmaal reageerde Le Sage ten Broek wel met een betoog, dat volgens Gorris bepaald niet uitmuntte 'door oorspronkelijkheid of bizondere hoedanigheden, maar dat torenhoog boven de rimram van den opgewonden stamelenden Bugter' staat. Hierop liet Bugter een tweede brochure verschijnen, waarin voorin op een aparte bladzijde werd vermeld 'Nagezien en Verbeterd' en inderdaad bevatte deze tekst aanzienlijk minder spelfouten en was de stijl 'minder onbeholpen'. De strekking was echter dezelfde. Pijnlijker was de openbare 'Broederlijke Brief aan J.G. Le Sage ten Broek' van zijn broer Hendrik Willem die schreef:
Toen ik kennis kreeg van de uitgave uwer schets, beijverde ik mij ze in handen te krijgen, niet zoozeer om ze te lezen en de gronden van uw Betoog te vernemen, wel bewust zijnde, dat gij toch niets zoudt kunnen bijbrengen, hetgeen niet reeds door anderen gezegd en ook dikwijls genoeg bondig weerlegd was.
Vervolgens bracht hij naar voren hoezeer Joachim zijn vader bedroefd heeft met zijn overstap om vervolgens de katholieke kerk aan te vallen op het feit dat zij de waarheid verdraait, de rede onderdrukt en dat zij protestanten niet als 'naasten' beschouwt. Ook in vele anonieme brochures werd Le Sage ten Broek aangevallen. Hierop stelde hij een verweerschrift samen, getiteld: 'De Vruchteloosheid van de Aanvallen tegen de leer der Roomsch- Catholijke kerk', waarin hij bovendien plechtig zijn schuld beleed over zijn lasterlijke jeugdgedichten en zijn loochening van het heilig Sacrament. Later in 1817 voegde hij hier een ander pamflet aan toe: 'Raadgevingen aan twijfelende Protestanten'. Als grootste gevaar zag Le Sage ten Broek echter niet het orthodox-protestantisme, dat ten minste de christologische dogma's had weten te bewaren, maar het verlicht denken en 'een algemeen humanitair christendom zonder dogma's en vaste beginselen', hoewel hij wel van mening was dat deze verwording het noodzakelijke gevolg was van de mogelijkheid tot 'vrij onderzoek' binnen het protestantisme. Zo schreef hij: 'Wat willen toch de protestanten? Moet zich elk naar zijne overtuigingen of die van andere gedragen.' Volgens hem was het protestantisme slechts in staat 'braafheid' voort te brengen, maar geen 'heiligheid'.
Ook van katholieke zijde kreeg Le Sage ten Broek scherpe kritiek te verduren, hetgeen blijkt uit een brochure 'Een Roomsch-Katholijke aan den Heer J.G. Le Sage ten Broek', waarin een anonieme katholiek hem de volgende ontboezemingen deed:
Ik ben van Roomsche geboorte en in de leer dier Kerk opgevoed door brave en zoo christelijke ouders, als die leer hun gedoogde te zijn. Bij het rijpen van mijn denkvermogen werd ik al aanstonds wars van de kerkelijke gebruiken, omdat ik te veel uiterlijks en zinnelijks, en niets wezenlijks voor het hart er in vond. (...) Al die voortreffelijkheid, die gij zoekt aan te toonen, heeft op mij een tegenovergestelde werking gedaan en ik heb vast besloten die voortreffelijke leer voor altijd vaarwel te zeggen en den gereformeerden godsdienst aan te nemen.

## Tegen het neologisme
Le Sage ten Broeks kritiek beperkte zich niet tot het protestantisme. Zo moesten ook de Nederlandse katholieken het vaak ontgelden daar zij volgens Le Sage te Broek zich te veel lieten meeslepen door de tijdgeest en de visioenen van de verlichting, die hij vleierijen 'van den hoogmoed en de eigenliefde eener onkundige menigte' noemde. Verder bestempelde hij de neologenfractie, een groep jonge katholieke geestelijken van uitgesproken anti-jansenistische en gallicaanse huize, waarvan de anti-ultramontaanse en anti-jezuïtische dichter Jan Wap (1806-1880), hoofdredacteur van de Belgische Muzen Almanak en uitgesproken voorstander van het aufklärungs-katholicisme, en diens leermeester: de Amsterdamse kapelaan J.M. Schrant (1783-1866), de ziel van het tijdschrift Mengelingen voor Roomsch-Catholijken en de schrijver van het bekende Het Leven van Jesus (1808), belangrijke vertegenwoordigers waren: ‘niet zeer pluis', een opvatting die overigens werd gedeeld door veel oudere geestelijken van orthodoxe signatuur. Gerard Knuvelder schreef:
De zachtzinnige Schrant en de strijdbare Wap, intentioneel irenische verlichten, zien al vrij spoedig geheel anders geaarde katholieken naast zich optreden: de ultramontaanse pioniers. Danste Schrant bij voorkeur met dominees om de vrijheidsboom, de strijdbare Le Sage ten Broek liet de dominees dansen: hij legde hun het vuur dan ook wel erg na aan de schenen. De liefde was overigens wederkerig.
Naast een bestrijder van de verlichting en het protestantisme toonde hij zich ook een vurig tegenstander van het caeseropapisme, het jansenisme en het jozefisme dat hij zag als een onduldbare vorm van staatsinmenging.
Tegelijkertijd verdedigde Le Sage ten Broek in katholieke kringen ook de 'goede trouw' van protestanten, die hij als zijn 'misleide broeders' en 'voormalige geloofsgenoten' aanduidde. In 1818 liet hij zelfs een brochure verschijnen met de titel De goede Trouw der Protestanten tegen eene verdenking der Roomsch-Catholijken verdedigd. De hartelijke toon van deze brochure kon echter niet verhinderen dat Le Sage ten Broek van protestantse zijde weer heftig werd aangevallen.
Volgens historicus Jan Romein werd Le Sage ten Broek: 'sinds zijn bekering in 1806 de wekker van wat de katholieken hier vóór alles nodig hadden: zelfbewustzijn.' In een tijd waarin Jhr. Leopold van Sasse van Ysselt en mr. Luyben de katholieke emancipatie in het parlement bepleitten, deed Le Sage ten Broek dit in de pers.

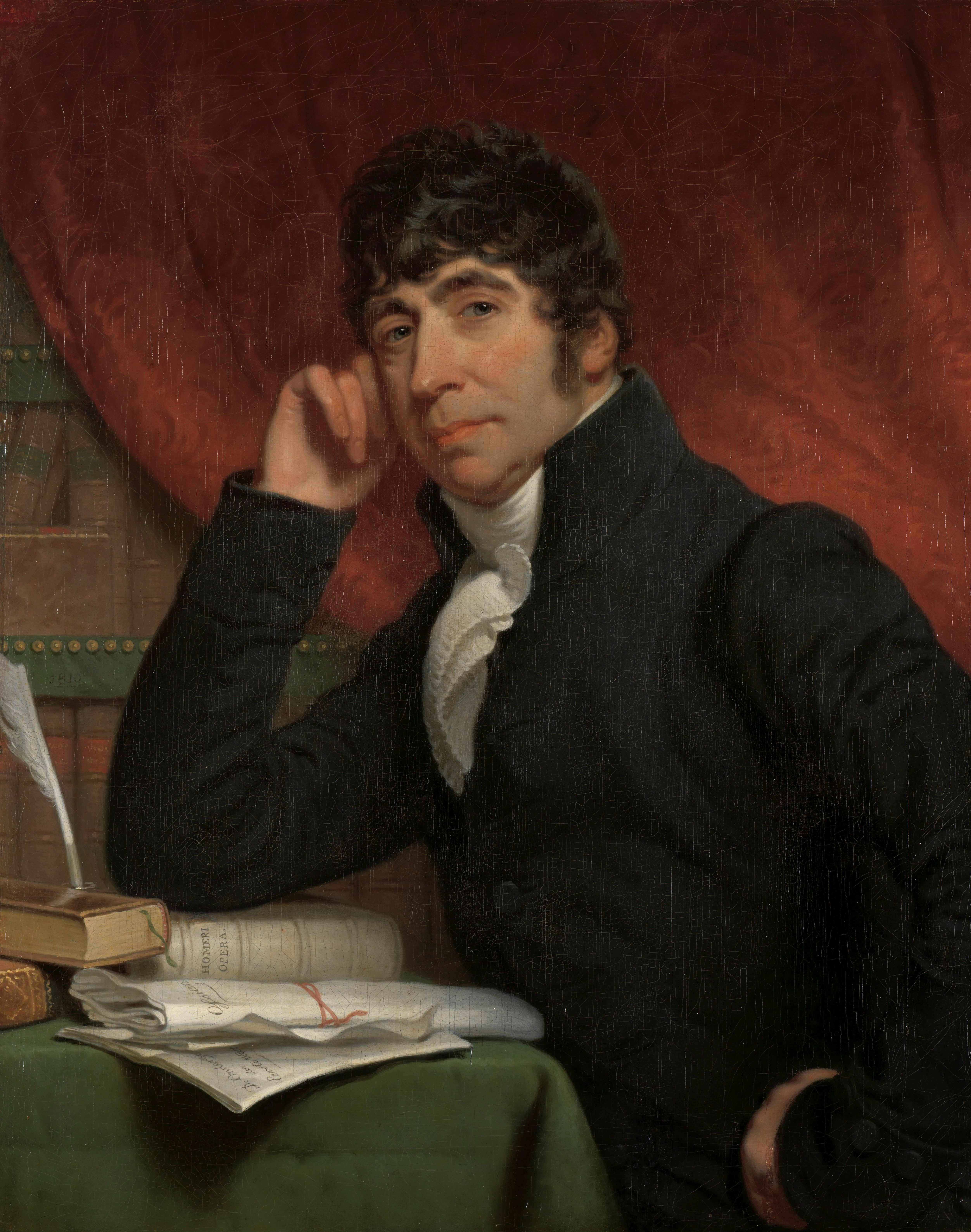
Willem Bilderdijk door C.H. Hodges

Le Sage ten Broek kan in zekere zin een tegenhanger genoemd worden van de latere katholieke emancipator: de priester en parlementariër Herman Schaepman die van mening was dat katholieke Nederlanders zich ook met hun vaderland moesten bezighouden en zich samen met andersdenkenden moesten inzetten voor het algemeen belang.

## De Godsdienstvriend en de emancipatie van de katholieke pers
Tot aan het einde van de achttiende eeuw was er in Nederland zo goed als geen sprake van een katholieke pers. De katholieke kerk in Nederland werd een missiekerk, de Missio Hollandica (de Hollandse Zending). Zij kende geen bisdommen en parochies meer, alleen nog vicariaten en staties. Hoewel de katholieken een meerderheid vormden binnen de Republiek, genoot het calvinisme van de Nederduits-gereformeerde kerk een bevoorrechte positie. Openbare uitingen van katholiciteit, waaronder het houden van processies en bedevaarten, een kerkelijke hiërarchie, openbare werken van Caritas en Diaconie en een katholieke pers, waren niet toegestaan. Het katholicisme in Nederland kreeg een naar binnen gekeerd karakter. Het uitte zich binnen de beschermende muren van schuil- en schuurkerken. Toen in 1795 de Bataafse Republiek werd uitgeroepen was er echter, naar Frans ‘Verlicht’ voorbeeld, geen plaats meer voor religieuze bevoorrechting. In 1796 werd in Nederland – tussen 1795 en 1805 de Bataafse Republiek geheten – de scheiding van kerk en staat afgekondigd. Voor de katholieke kerk betekende het dat zij zich in grotere vrijheid kon gaan uiten en organiseren. Langzamerhand ontstaat er onder de Nederlandse katholieken een besef dat de achterstelling van het katholicisme een onverkwikkelijke zaak was.
Le Sage ten Broek toonde zich in zijn strijd voor de katholieke emancipatie en persvrijheid een zeer fel en krachtig publicist, zowel in zijn boeken als in tijdschriften. Hij wordt algemeen beschouwd als de nestor van de katholieke pers in Nederland, daar hij er voor het eerst in slaagde met zijn tijdschriften en artikelen een groot lezerspubliek te bereiken en te boeien. Hierin speelde het tijdschrift De Godsdienstvriend, dat hij op aanraden van Franciscus Jacobus Raynal, een uit Frankrijk gevluchte priester, de aalmoezenier van den Spaansen gezant te Den Haag en pastoor aan de daaraan verbonden kapel, de latere St. Theresiakerk, die Le Sage ten Broeks biechtvader werd en met wie hij een vriendschappelijk contact onderhield, besloot uit te geven, een eminente rol. In een artikel uit 1822 over de aanleiding van de oprichting van de 'Godsdienstvriend' schreef Le Sage ten Broek:
Wij hebben gezien en geproefd, hoe wrang de vruchten van het Hervormingsfeest waren. Wij hebben eene menigte van eeuwredenen in druk zien verschijnen, die niet dan haat en bitterheid ademden; in welke lasteringen, waarover men zich reeds schaamde en leugens, die door niemand meer geloofd werden, opnieuw werden uitgevent. het waren deze eeuwredenen, die aanleiding gaven tot het verschijnen van de Godsdienstvriend. Wij zijn na dien tijd in openbare geschriften tot schande onzer verlichte eeuw weder Papisten genoemd. Al de Protestantsche tijdschriften zijn opgevuld met spotternijen en beleedigingen, met onwaarheden en lasteringen.
Het tijdschrift verscheen van 1818 tot 1869. Het wordt algemeen beschouwd als het eerste volwassen katholieke tijdschrift van Nederland. Van de honderdentwee delen, werd een groot deel door Le Sage ten Broek zelf geredigeerd en volgeschreven, soms geholpen door zijn geadopteerde zoon en naaste medewerker Josué Witz. Het tijdschrift bevatte vooral artikelen tot verdediging van de leer van de katholieke kerk, kerkelijke informatie, aanvallen op protestantse en liberale ideeën en beschouwingen over lokale kwesties. Zo was de hele jaargang 1833 van de 'Godsdienstvriend' gewijd aan de geschiedenis van de bedreigde Brabantse kloosters, waarop een pastoor in een ingezonden brief opmerkte dat hij weliswaar de artikelenreeks over de geschiedenis van de Brabantse kloosters met grote instemming had gelezen, maar dat de logische volgende stap zou zijn nu ook systematisch aandacht te besteden aan de geschiedenis van alles wat in de reformatie door de protestanten in Nederland was vernietigd of geridiculiseerd. In 1820 verscheen er in de 'Godsdienstvriend' een zeer heetgebakerd artikel, getiteld 'Men moet Gode meer gehoorzamen dan de Menschen', die een felle aanklacht tegen de Nederlandse regering bevatte wegens de schending van de godsdienstvrijheid en het recht van katholieke mannen en vrouwen om in te treden in een klooster naar keuze'. Voor Le Sage ten Broek waren het vooral de antipapisten onder de ministers die schuld droegen aan de deplorabele toestand waarin de Nederlandse katholieken zich bevonden. De koning werd echter stelselmatig ontzien. In een artikel in de Godsdienstvriend van 1823 schreef hij:
Gelukkig zijn wij in het koninkrijk der Nederlanden tegen alle onderdrukking der kerk gewaarborgd, zoo lang als onze grondwet bestaat: want onze regtvaardige koning heeft dit stellig verklaard: hij heeft den staat en de vrijheden der catholijke kerk verzekerd en zijn koninklijk devies is: je maintiendrai!!!
Niettemin erkende Le Sage ten Broek dat de katholieken zelf ook schuld droegen aan hun weinig benijdenswaardige positie, zoals blijkt uit een artikel met de titel 'Waarom slaan de Nederlandsche Catholijken geene handen aan het werk?', dat hij schreef naar aanleiding van de grondwetsherziening van 1840: 'Wat hebben de Catholijken tot hiertoe gedaan? Voor zoo veel wij weten: Niets!'

## Polemiek met 'De Protestant'
De toon van 'De Godsdienstvriend' sloeg aan, maar riep ook zeer geïrriteerde reacties van protestantse zijde op. Het tijdschrift vond al snel een geduchte tegenvoeter in een ander tijdschrift, getiteld: 'De Protestant' (1819), onder redactie van ds. W. van Volkom, predikant te Breda, een militant antipapist, die zich zeer bezorgd maakte om de toenemende invloed van het pausdom in Nederland en de opkomst van de nieuwe katholieke periodieken, die, zo schreef hij, 'met veel beteekenende, en in onzen leeftijd hoogst bedenkelijke onbeschaamdheid, de vuilste lasteringen tegen de Hervormde leer en haren invloed uitbraken.' Ook de Roomse 'offerpriesters' moesten het ontgelden: 'ja, een dikke buik, dito hoofd, stompe neus, van vet uitpuilende oogen en driedubbele onderkin... behooren tot de insignia dier mannen.' In een ander artikel met de titel Merkwaardige proeven van werkheiligheid, deerniswaardig bijgeloof en boetedoening voor de zonden van anderen in de Roomsche kerk werd een verhaal opgedist over een katholiek die op zijn sterfbed het slachtoffer was geweest van de vreesaanjagende manipulaties van een geldzuchtige pastoor. Aanvankelijk negeerde Le Sage ten Broek het tijdschrift, zozeer dat Van Volkom verzuchtte:
De zoogenaamde Godsdienstvriend, ofschoon hij van tijd tot tijd rijkelijk zijn deel ontvangen heeft, houdt zich volstandig alsof er geen 'Protestant' bestond.
Toen echter de toon steeds scherper en grievender werd, trad hij in polemiek met Van Volkom. Hij betitelde zijn tegenstander als 'ratten-protestant', verwijzend naar het vignet op het titelblad van 'De Protestant' waar de antipapisten merkwaardig genoeg als ratten worden voorgesteld. Na achttien jaar ging Van Volkom met emeritaat. Met zijn ambt gaf hij ook zijn tijdschrift op. Le Sage ten Broek toonde zich zeer verheugd dat er nu een einde was gekomen aan 'dat hatelijke en vuilaardig geschrift' en wenste de scheidend predikant, 'de vinnigste bestrijder van den Godsdienstvriend', van harte de vergeving voor zijn 'schampere en honende' strijdwijze en het feit dat hij 'lasterde hetgene hij niet kende':
De schrijver (namel. ds. Van Volkom) heeft als protestantsch predikant onlangs zijn emeritaat bekomen, en wij verheugen ons dat hij zijne rust niet zal bezoedelen met het voortzetten van een onedel bestrijden en lasteren van eenen godsdienst, die niets dan liefde ademt. Mogt de Oneindig Barmhartige in de stilte der afzondering tot zijn hart spreken, hetzelve met berouw vervullen en voor de waarheid openen! Uit den grond onzes harten vergeven wij hem alle personele beleedigingen, allen ons aangedane hoon, terwijl bestendig onze bede zal zijn, dat ook de goddelijke barmhartigheid hem alles vergeve.

## Andere publicaties en organen
In 1822 richtte Le Sage ten Broek de eerste Nederlandse katholieke courant op: de Roomsch catholijke courant (na drie maanden omgedoopt tot Nederlandse catholijke courant, en vervolgens in december 1822 de Noord-Nederlandse courant). De naamsverandering is karakteristiek voor de positie van deze krant in de toenmalige samenleving: protestanten verdroegen een openlijk katholieke krant nog niet. In december 1823 verscheen de krant alweer voor het laatst. De uitgevers van de Noord-Nederlandse courant probeerden het in 1829 nog een keer: driemaal per week gaf men, vanuit Den Bosch, De Noord-Brabander uit. Ditmaal werd de katholiciteit verborgen onder het vaandel van onpartijdigheid. Daarnaast was Le Sage ten Broek de oprichter of medewerker van de tijdschriften De Ultramontaan, Tijdschrift voor Dompers en Ignorantijnen, De Morgenstar (1831 e.v.), De Morgenstar der toekomst (7 delen, 1832-1835), en ten slotte, De Correspondent (3 delen, 1833-1834) dat later wordt voortgezet door Josué Witz in de Catholijke Nederlandsche Stemmen (22 delen, 1835-1856). 
Andere noemenswaardige publicaties zijn: Verdediging van de Catholijke Geloofsleer door Luther, Calvijn en andere predikers der Hervorming (1818); De goede trouw der Protestanten tegen Catholyke verdenking verdedigd (1818), Het gulden boeksken (1823), Godsdienstige en zedekundige Mengelingen (1824), Vrijmoedige doch gematigde verdediging van de staat en de vrijheden der Catholijke kerk (1826) en Brieven aan de heeren da Costa en Bilderdijk (1829). Volgens Jan Romein was het: 'geen toeval, dat het juist een bekeerling was die dit vermocht. Immers Le Sage hing, vuriger dan vele geboren katholieken, zijn nieuw geloof aan. Maar bovenal: hij kende, opgegroeid in een vrij milieu, hun gedruktheid niet.'

## Rooms-Katholieke Maatschappij van godsdienstige Wetenschap en goede Zeden
In 1820 stichtte Le Sage ten Broek de anti-Nutsmaatschappij: de Rooms-Katholieke Maatschappij van godsdienstige Wetenschap en goede Zeden voor het koninkrijk der Nederlanden, een maatschappij die zelfs door zijn welwillende biograaf G. Gorris S.J. 'merkwaardig' wordt genoemd. Doelstelling was om zich te verweren tegen de 'overal om zich heen grijpende loochening van het christendom en van Christus' Godheid, en evenzoo de toenemende onverschilligheid in het godsdienstige' door middel van gebed, algemeen toegankelijke godsdienstige teksten (staatkundige verhandelingen wilde hij vermijden), het uitschrijven van prijsvragen, het toekennen van 'eerbelooningen' (waaronder één prijs voor de meest geslaagde korte geschiedenis van de katholieke kerk in Nederland) en het aanmoedigen van drukkers, schrijvers en boekverkopers, dit alles in de vaste overtuiging dat: 'onder alle vakken van menschelijke kennis dat van den heiligen Godsdienst het voortreffelijkste, nuttigste en noodzakelijkste is'. Het bestuur van de maatschappij bestaat uit zeven pastoors en twee leken. De president van het bestuur werd J. Dadelbeek, pastoor te Utrecht. Zelf vervulde hij de rol van secretaris. Le Sage ten Broeks plannen om een eigen drukkerij in het leven te roepen mislukten jammerlijk, maar hij vond een welwillende drukker in de 'Gebroeders van Langenhuysen' te 's-Hertogenbosch die zich als 'Drukkers der R.C. Maatschappij' betitelden. De doelstelling van de maatschappij verduidelijkte hij in een artikel in de 'Godsdienstvriend':
Deze Maatschappij is geen leesgezelschap, in hetwelk de contributie betaald wordt om te lezen en veel te lezen. Neen, het nut van algemeen, de meer algemeene verspreiding van goede grondstellingen, moet haar hoofddoel zijn en blijven.
In hetzelfde artikel in de 'Godsdienstvriend' schrijft hij:
Onze Maatschappij is geen tweedragtzaaijend, twiststokend genootschap. Haar doel is geenszins de gevoelens van anderen opzettelijk te bestrijden en te wederleggen... Zij bepaalt zich alleenlijk tot hare geloofsgenooten: onder deze Godsdienstige Wetenschap en Goede Zeden te bevorderen is haar doel. Als zij om dit oogmerk te bereiken hier of daar dwalingen, valsche grondstellingen aan te wijzen en bestrijden moet, doet zij het altoos met bescheidenheid en liefde. Het opofferen der waarheid ware geen liefde, het ware onverschilligheid, en het is juist om deze te bestrijden dat zij godsdienstige wetenschap onder de eenvoudige catholijk wenscht te vermeerderen: slechts domheid en ongeloof kan onverschillig zijn.
Later echter begon de maatschappij zich steeds meer op de oprichting van Roomse parochiescholen te richten. Le Sage ten Broek had zelfs plannen een tweede maatschappij op te richten:
Een en ander heeft mij op de gedachte gebracht om een tweede Catholijke Maatschappij op te richten ter bevordering eener godsdienstige opvoeding der catholijke jonkheid. Want als men iets met vrucht ondernemen zal, moet de maatregel algemeen zijn.
Dit leidde er echter toe dat deze maatschappij in 1823 reeds door de overheid verboden vanwege haar opruiende kritiek op het toenmalige regeringsbeleid inzake school en kerk en omdat "ze de strekking had om de openbare orde en veiligheid te storen, mitsgaders onenigheid, twist en tweespalt, verdeeldheid of wantrouwen tusschen de ingezetenen te veroorzaken'.

## De Ultramontaan

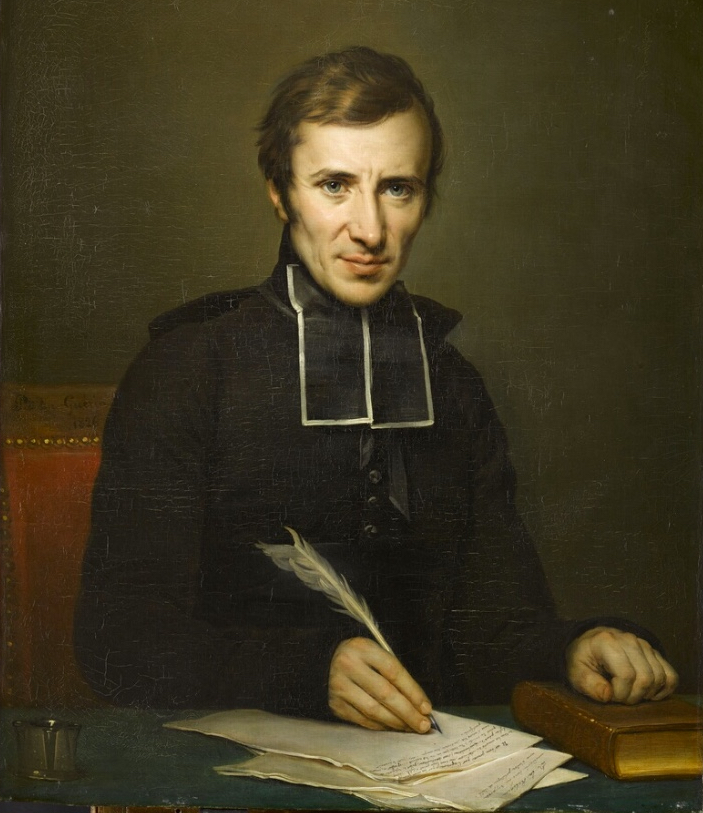
Hughes Félicité Robert de Lamennais

Uit protest tegen het verbod op 'Rooms-Katholieke Maatschappij van godsdienstige Wetenschap en goede Zeden voor het koninkrijk der Nederlanden' richtte Le Sage in 1826 een nieuw tijdschrift op, genaamd: De Ultramontaan, Tijdschrift voor Dompers en Ignorantijnen. Op het titelbladstaat een kaarsendomper, met het onderschrift:
Vraagt iemand wat deez' domper toch beduidt?

Hij dooft, zoveel hij kan, 't veelsoortig dwaallicht uit.
Hiermee wierp hij de handschoen voor de voeten van ieder die de katholieke kerk en de paus aanviel. Hierbij moet opgemerkt worden dat de termen 'ultramontaan' en 'dompers' geliefde scheldnamen waren in de protestantse pers, synoniemen voor obscurantisme en ignorantisme, die door Le Sage ten Broek als geuzennamen werden toegeëigend. Hij rechtvaardigde deze titel in het inleidingsartikel van zijn nieuwe tijdschrift:
Wel foei! Een nieuw tijdschrift onder zulken eenen titel, die bij alle verlichte, liberale, filozofische en philantropische vrijdenkers zoo hatelijk is? Die beschouwd wordt als een scheldnaam, bijna gelijkstaande met dien van Jesuiet en van Domper; ja sommigen meenen zelfs dat hij nog erger is.
Hierna legde hij uit dat de aanduiding 'Ultramontaan' voor elke katholiek een eretitel zou moeten zijn, daar hij geestelijk gehoorzaam diende te zijn aan de man 'ultra montes' (over de bergen): de paus, het middelpunt van de eenheid van de kerk. Daarna volgden er artikelen als 'Wat zijn Dompers? Ignorantismus der Catholijken' en 'Proeve van een nieuw filozofisch-filantropisch-liberaal Verlichtingswoordenboek der Nederlandsche taal. In dit laatste artikel stond onder de 'D' te lezen:
Duisterling: Beteekent iemand die nog waarlijk aan een God, aan eenen Zaligmaker, aan eenen Hel en aan eenen Hemel, aan eene Eeuwigheit, aan eeuwige belooningen en straffen gelooft.
Dwaalleer: noemde men in den ouden tijd zulke gevoelens, welke van de leer der Kerk afweken en als zoodanig door de Kerk veroordeeld waren; nadat echter de filozofij, bij den fakkel der verlichting, ontdekt heeft dat alle godsdiensten even goed zijn, is dat woord afgeschaft.
In 'De Ultramontaan' maakte hij zichzelf op sociaal en politiek gebied tot vertolker van de politiek-religieuze opvattingen van de Franse priester, wijsgeer en publicist Hughes Félicité Robert de Lamennais (1782-1854) die geloofde dat de kerk geen werkelijke vrijheid kon hebben onder een koninklijk gezag en daarnaast een hartstochtelijk voorstander was van de scheiding tussen kerk en staat, de vrijheid van meningsuiting en vrijheid van pers. Het tijdschrift was even uitdagend van titel als inhoud, want hij waagde zich hier op politiek terrein. Le Sage ten Broek schaarde zich aan de zijde van de katholieke oppositie, die zich in België steeds nadrukkelijker begon te vertonen. Het ging hem hierbij niet om de ondermijning van het gezag van de koning, over wie hij zich vaak in de meest vleiende bewoordingen uitliet, maar om de godsdienstvrijheid van het katholieke volksdeel.

## Kindergesticht te Loosduinen

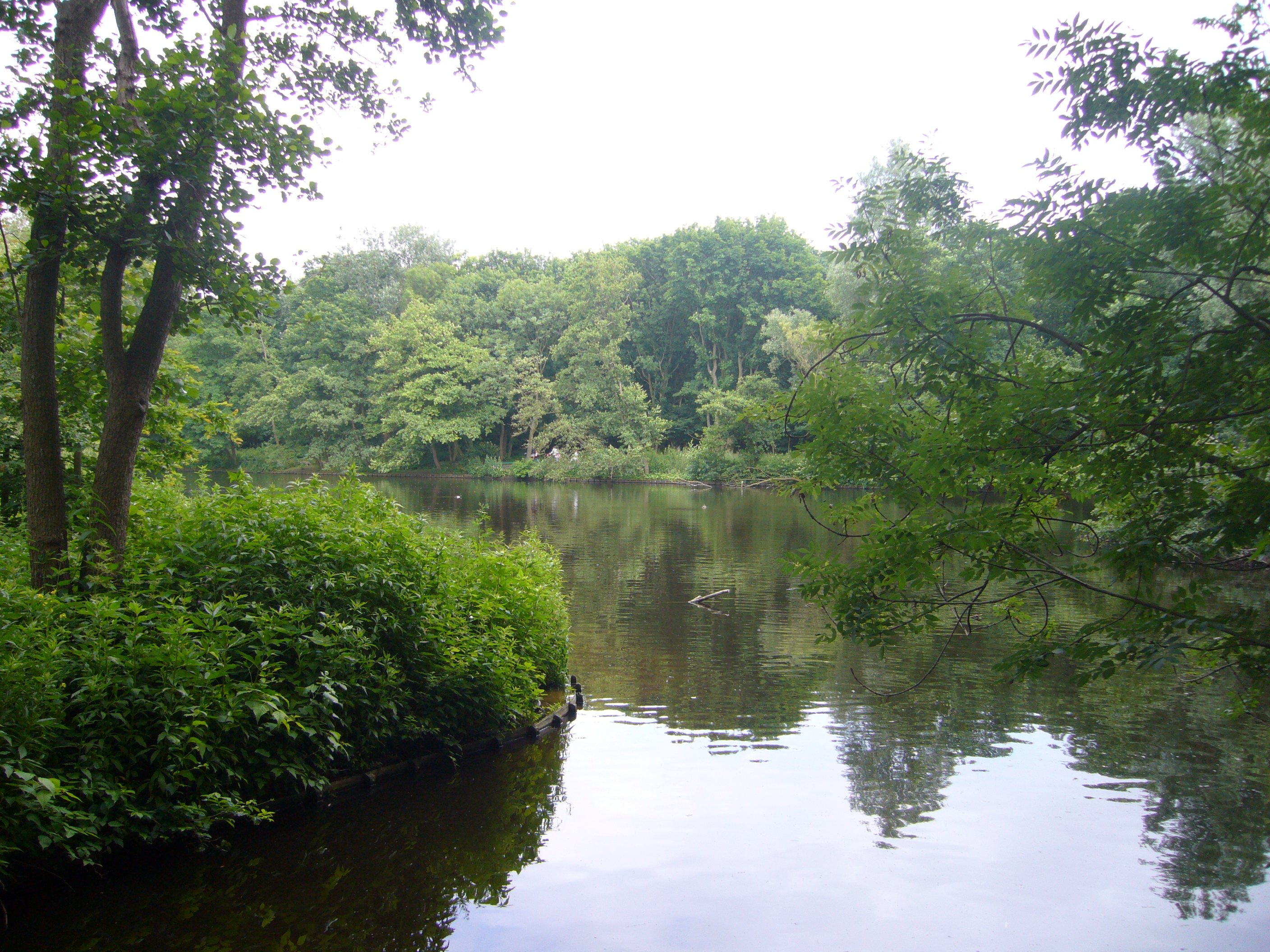
Meer en Bos

In 1822 kreeg Le Sage ten Broek van een Belgische priester fondsen aangeboden voor het oprichten van een instituut voor vondelingen. De vondelingen zouden vanzelfsprekend katholiek moeten worden opgevoed. Daarnaast zouden ze een elementaire opleiding genieten. Omdat steun van de katholieke gemeenschap uitbleef, besloot Le Sage ten Broek er een particulier project van te maken. Hij liet zijn oog vallen op het landgoed Meer en Bosch, een 'capitale heerenhuizing, met verscheidene spatieuze vertrekken', een stalling voor vier paarden, een koetshuis, bloem- en moestuinen, bossen en vijvers en wei- en duinlanden. In een artikel uit 1824 met de titel 'Wat of hij toch uitvoert' verantwoordde hij zijn nieuwste onderneming:
Sedert eenen geruimen tijd oplettend op de verbastering der arme jeugd, besloot ik, na deswege met een paar vrienden gecorrespondeerd te hebben, eenige zeer arme, zoo mogelijk ouderlooze of verlatene kinderen bij mij te nemen, zoodra ik eene daartoe geschikte woning kon vinden, en hun een opvoeding te geven, welke hen in den geringsten stand gelukkig en tevreden kon doen zijn en hen tevens tot nuttige leden der maatschappij konde vormen.
Veel vondelingen zouden er niet wonen, aangezien de overheid deze niet aan een katholiek instituut zou toewijzen. In de 6 jaar dat het gesticht bestond zouden er ongeveer 20 jongens een opvoeding en opleiding ontvangen. Daarnaast werden er een aantal volwassenen, 'suppoosten', opgenomen die de jongens een ambachtelijke vorming zouden geven. Het provisioneel onderwijs werd opmerkelijk genoeg verzorgd door een protestantse onderwijzer, die na verloop van tijd vervangen zou moeten worden door een katholieke. Een bijzondere plaats nam Josué Witz in, die hem in 1826 ter opvoeding in zijn gesticht was aangeboden. Omdat de jongen over bijzondere gaven leek te beschikken die hem boven het niveau van ambachtsman deden uitstijgen, onderrichtte hij de 11-jarige jongen zelf, en gebruikte hem weldra om zich bij zijn toenemende slechtziendheid zijn lectuur te laten voorlezen en om hem zijn artikelen en correspondentie te dicteren. Hij zou Le Sage ten Broeks trouwste medewerker worden.
In het reglement van het instituut uit 1823 werden bepalingen opgenomen over de verdeling van de tijd bestemd voor bidden, spreken, zwijgen, spelen, leren en werken. Verder bevatte het bepalingen omtrent de toepassing van tucht en de barmhartigheid:
Nr. 18: Indien een der kinderen zich gedurende het beloop van den dag zoodanig mogt misdragen hebben, dat hij daardoor de anderen geërgerd, beledigd of een slecht voorbeeld gegeven hebbe, bijv. door vloeken, onbetamelijke woorden, oplopendheid, kwaadspreken, luiheid enz., zal hij zich daarvan, na het avondgebed, in aller tegenwoordigheid openlijk moeten beschuldigen en aan anderen vergiffenis moeten vragen wegens het gegevene slechte voorbeeld. Misdrijven welke op deze wijze beleden worden, worden niet gestraft, dan alleen met een gepaste berisping.
Nr.19: De overtreder zich van zulke misdragingen niet beschuldigd hebbende, zijn de andere, die het mogen gehoord of gezien hebben, verplicht zulks den volgenden avond te openbaren.
In de loop der tijd ontstond echter in regeringskringen de angst dat het gesticht een verkapte kloosterstichting of katholieke vereniging zou zijn, temeer er op het landgoed veelvuldig personen in habijt waren gesignaleerd. Bovendien was alleen de naam Le Sage ten Broek voldoende aanleiding op het project met argusogen te bezien. Het gesticht werd dan ook nauwlettend in de gaten gehouden o.m. door de plaatselijke schout die regelmatig inlichtingen kwam vragen over de kinderen. Le Sage ten Broek ontkende echter de beschuldigingen dat hij iets illegaals zou doen. Hij verklaarde zich bereid over de kinderen alle inlichtingen te verschaffen en benadrukte dat het hier om louter particulier liefdewerk ging en dat hij hun privaat onderwijs gaf, zodat er van een school of vereniging geen sprake kon zijn. Tegenover de neutrale 'Maatschappij van Weldadigheid' verklaarde hij dat hij slechts begonnen was met:
een instituut voor arme en verlatene Catholijke kinderen, en tevens van een religieuse gemeente onder welker opzicht de kinderen eene goede Catholijke opvoeding zouden kunnen krijgen en een handwerk leeren... Daar deze broeders als mijn inwonende arbeiders bekendstaan en ik als zoodanig voor hen in de belasting betaal, kan men er niets tegen doen. Ik heb nog maar 9 kinderen in huis, die al mijn vreugd uitmaken. Dit getal zou veel grooter zijn, als ik er de middelen toe had, maar ongelukkig vind ik geene medewerking noch ondersteuning: de een is te onverschillig, de ander te bang.
Uit dit fragment bleek wel hoezeer hij teleurgesteld was geraakt in zijn mede-katholieken. Uiteindelijk werd zijn werk toch tenietgedaan. Na zijn gevangenschap moest hij Loosduinen verlaten en hoewel hij nog verwoede pogingen heeft gedaan het gesticht naar zijn nieuwe woonplaats Beers over te brengen, of de leiding ervan over te geven, bleek dit onmogelijk te zijn. Vast staat dat enkele jongens hem naar Beers zijn gevolgd, waaronder Johannes van den Bogaert, een weeskind, die twee jaar later echter op 17-jarige leeftijd kwam te overlijden, dit tot groot verdriet van Le Sage ten Broek. De ondergang van zijn gesticht was voor Le Sage ten Broek een van de grootste teleurstellingen van zijn leven. In een gedicht ter ere van Johannes van den Bogaert gaf hij uitdrukking aan zijn verdriet hierover:
Gelijk een zoete droom ons bijblijft bij 't ontwaken,

Zoo is me ons klein gesticht nog altijd voor den geest;

Ik mogt er menigmaal de reinste vreugde smaken;

't Ontlook, beloofde veel... maar 't is een droom geweest!

'k Herdenk nog elken dag, dien we soms als feestdag vierden;

'k Bewaar de kruisen nog, die toen de wanden sierden,

En mij nog dierbaar zijn - maar 'k sta er een van af

En plaats het, met een krans omstrengeld, op uw graf.

## Tegen het Collegium Philosophicum
Op 15 april 1823 werd door de jozefisten Piet van Ghert en Melchior Joseph François Ghislain Goubau d'Hovorst (1757-1836), voormalig kamerheer van keizer Jozef II voor het eerst melding gemaakt van het denkbeeld om een Collegium Philosophicum op te richten, een theologisch-wijsgerig instituut voor aankomend geestelijken. Zeker kan men zeggen zo'n een instituut voorzag in een behoefte daar de scholing op de grootseminaries in die dagen ver beneden peil was. Het probleem was echter dat het een opleiding was die onder toezicht stond van de staat en niet zonder bijbedoelingen was. De doelstelling was namelijk om een opleiding in het leven te roepen ‘ten einde den seminaristen te leeren, den schijn van het wezen van den godsdienst te onderscheiden en zelf de waarheid te onderzoeken’, m.a.w. te trachten, verlichte en vaderlandslievende geestelijken te op te leiden. Dit wordt duidelijk uit een brief van Van Ghert uit 1823:
Zoo lang de geestelijken zo dom zijn als thans, is het natuurlijk, dat zij onverdraagzaam moeten blijven... worden zij echter geletterde mannen dan worden zij vanzelf redelijke menschen.
Later zou hij de seminaries: 'schuilhoeken van domheid en onverdraagzaamheid' noemen, waarbij hij onder domheid met name 'pausgezindheid' verstond.
De koning verwachtte van het nieuwe instituut de bekroning van zijn kerkelijke politiek en hoopte dat de 'slechte geest' uit de katholieke geestelijkheid zou varen, want:
de kweekelingen in de semiariën worden opgeleid met al de vooroordelen en voor den Staat hoogst schadelijke wanbegrippen, welke door den invloed van den Pausenlijke stoel, met miskenning van de Regten van den Souverein, thans maar al te zeer worden voortgeplant.
Op 14 juni 1825 werd bij Koninklijk besluit bepaald, dat de kleinseminaries werden opgeheven en dat te Leuven een Collegium philosophicum zou worden opgericht, een staatsschool voor priesteropleiding. De koning hield zich het recht voor zelf de hoogleraren te benoemen, vanzelfsprekend koningsgezinde. De oprichting van het Collegium was tot stand gekomen zonder overleg met de heilige Stoel of vertegenwoordigers van de Nederlandse geestelijkheid. Dit was niet zonder reden: aan de grootseminaries werd verboden kandidaten op te nemen die niet aan dit college hun wijsgerige studies hadden voltooid. Hiermee probeerde de staat dus invloed uit te oefenen op de vorming van de geestelijkheid. Piet van Ghert schreef aan minister van justitie en politie C.F. van Maanen, de aartsbisschop van Mechelen, en aan paus Leo XII, die verklaarde dat de geest van het Collegium strijdig was met de wijsgerige vorming van de seminaries. Ook Le Sage ten Broek begreep onmiddellijk de politieke relevantie van het Collegium en volgde de gebeurtenissen nauwlettend. Hij schreef dat de katholieken nooit: ‘zullen erkennen, dat eenig gouvernement het regt heeft om de bisschoppen van het bestuur over het onderwijs der catholijke jeugd te berooven.’ In de Godsdienstvriend (en later, na zijn gevangenschap) in de Ultramontaan wijdde hij er verschillende opgewonden artikelen aan, zoveel dat het volgens Gorris ondoenlijk is 'alle plaatsen te behandelen, of zelfs maar op te geven.’ In 1826 gaf hij een brochure uit onder de titel: ‘Vrijmoedige en bescheidene verdediging van den staat en de vrijheden der Catholijke Kerk enz’, een rustig betoog over grondwet en de vrijheid van godsdienst. 
Het Collegium zou overigens een volkomen mislukking worden, omdat de meeste katholieken weigerden er hun medewerking aan te verlenen. Hoewel het Collegium plaats bood aan 1200 studenten, zouden er nooit meer dan 167 een scholing volgen. Veel katholieke ouders stuurden hun zonen naar het buitenland voor hun filosofische en theologische studies. De koning, die zijn project zag mislukken, besloot hierop dat deze in het buitenland opgeleide geestelijken in Nederland geen geestelijk ambt mochten uitoefenen. Het conflict dreigde te escaleren. Uiteindelijk zag de koning in dat hij de Nederlandse geestelijkheid had onderschat en liet besprekingen beginnen met de paus die aanvankelijk zo moeizaam verliepen dat hij even met de gedachte speelde om de katholieke kerk in Nederland in zijn geheel op te heffen. In 1827 werd ten slotte een concordaat gesloten tussen de paus en de Nederlandse regering, waarin werd vastgelegd dat de studie aan het Collegium facultatief werd gesteld. Het was een zware nederlaag voor de koning. In 1830 werd het Collegium per decreet opgeheven. Niettemin zou Le Sage ten Broeks strijd tegen het Collegium niet zonder gevolgen blijven.

## Vervolging en gevangenschap

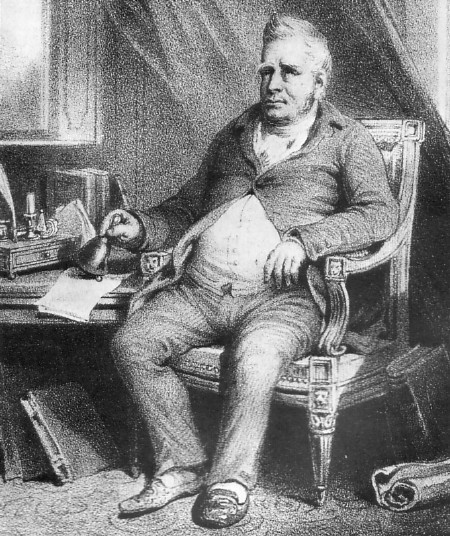
Willem I

Ondertussen hadden minister Van Maanen, een fervent tegenstander van onbeperkte persvrijheid, en procureur-generaal Philipse, na klachten uit Brussel waar gekopieerde stukken van Le Sage ten Broek waren verschenen in het tijdschrift 'De Postrijder', een vooronderzoek ingesteld naar vermeende staatsgevaarlijke uitingen. Zij brachten echter een afwijzend advies uit, daar ze van mening waren dat Le Sage ten Broek weliswaar een autoriteit naast de nationale macht had bepleit, doch dat dit slechts een zuiver geestelijke macht betrof. Van Maanen bleef Le Sage ten Broek echter nauwlettend volgen. In 1826 ontving hij wederom verontrustende berichten uit Brussel. In een artikel met de titel 'Het regt des Gouvernements over de opvoeding' had Le Sage ten Broek betoogd dat het alleenrecht dat de overheid bezat op het openbaar onderwijs in strijd was met de Nederlandse grondwet en de leer van de katholieke kerk. Nu greep Van Maanen in en wendde zich, nadat procureur-generaal Philipse de zaak wederom kansloos had geacht, omdat hij meende dat Le Sage ten Broeks uitingen binnen de grenzen van de persvrijheid vielen en dat Le Sage ten Broek de koning niet expliciet had willen aanvallen, rechtstreeks tot de koning Willem I en dat leidde uiteindelijk tot strafrechtelijke vervolging wegens overtreding van de 'Oproerwet' uit 1815, waarin de persvrijheid aan banden werd gelegd. 
Op 22 augustus 1827 werd de drukker Van Langenhuysen gevangengenomen en een dag later werd Le Sage ten Broek, reeds halfblind en herstellende van een zware ziekte, uit zijn woning te Loosduinen gehaald en in voorlopige hechtenis genomen in de gevangenenpoort in Den Haag, zonder dat hij te horen kreeg hoe de precieze aanklacht luidde. Le Sage ten Broeks biograaf Gorris merkte op dat zij de eerste slachtoffers van de vrijheid van onderwijs waren. De drukker Van Langenhuysen, vakkundig bijgestaan door mr. Curtius, die al vaker katholieken en afgescheidenen juridisch had verdedigd, wendde zich direct tot de koning en werd al snel vrijgelaten. Le Sage ten Broek werd echter in hechtenis gehouden te midden van een gezelschap dat hem zeer tegen de borst stuitte.
Ik bevond mij in de nabijheid van menschen, die alle gevoel van godsdienst schenen afgelegd te hebben; die beurtelings psalmen en ontuchtige liedjes zongen en dat gezang met gruwelijke vloeken afwisselden.
Vanwege zijn slechte gezondheid diende ook Le Sage ten Broek een gratieverzoek in, waarin hij zich verontschuldigde voor de vaak opgewonden toon van zijn artikelen, hoewel hij niets van de inhoud ervan terugnam:
Gaarne erken ik bij herhaling, dat ik meermalen zwak genoeg geweest ben om mij door dergelijke voortbrengsels van sommige schrijvers te laten verbitteren en het gevoel mijner verontwaardiging harde en scherpe uitdrukkingen en zinsneden te bezigen. Gaarne betuig ik hierover mijn leedwezen bij herhaling, en zal het tot aan mijn dood toe betreuren, omdat het strijdig is met den geest van mijnen godsdienst. Maar misdadig (hij wil zeggen: schuldig aan overtreding der burgerlijke wet) zal ik uit dien hoofde mijzelve nimmer beschouwen.
Le Sage ten Broek werd bijgestaan door de Joodse advocaat mr. Van Gigch, daar katholieke noch protestantse advocaten hem hadden willen helpen. Ook Van Gigch wilde zijn vingers niet branden en kon daarom slechts een adviserende rol op de achtergrond spelen, temeer 'Le Sage ten Broeks grondstellingen te zeer met de zijne streden'. De Commissie van Gratie van het hooggerechtshof en de koning, nu op advies van Van Maanen die met de vervolging slechts een krachtig signaal had willen afgeven en, nu dit gedaan was, erg in zijn maag zat met de opsluiting van een halfblinde, oordeelden vervolgens positief op het verzoek en na drie maanden werd Le Sage ten Broek weer in vrijheid gesteld. Hoewel zijn gevangenschap hem bijzonder had aangegrepen, zou hij de toon in zijn publicaties niet matigen. In de Godsdienstvriend viel hij wederom het ministeriële bedrog aan en toonde hij zich verder een voorstander van het principe van de ministeriële verantwoordelijkheid. Ook dit keer wilde hij de koning niet afvallen:
De koning is een veel te verheven wezen, dan dat hij misleid of bedrogen zou mogen worden; de Vorst moet hier beveiligd worden door de verantwoordelijkheid zijner minister.

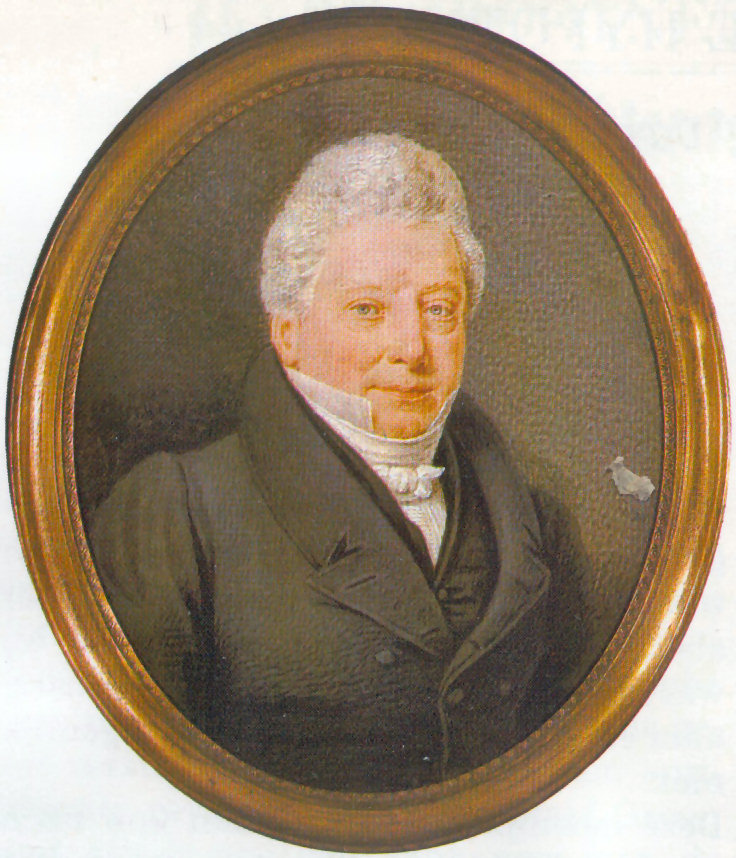
Cornelis Felix van Maanen

## Na zijn gevangenschap
Na zijn gevangenschap verslechterde Le Sage te Broeks toch al aangetaste gezondheid en gezichtsvermogen snel. In 1821 reeds had hij geschreven: 'Mijn gezigt is sinds eenige weken zeer merkbaar verzwakt'. Rond 1825 lukte het hem niet meer de brieven die hij ontving te ontcijferen, zodat zijn vrouw deze voor hem moest voorlezen. Na zijn gevangenschap kon hij nauwelijks nog onderscheid maken tussen dag en nacht. Uiteindelijk zou hij volkomen blind worden. In 1829 verkreeg hij eervol ontslag als notaris, zonder overigens compensatie te ontvangen, zodat hij zeer zuinig moest gaan leven. Van 1828 tot 1830 woonde hij in Huize Ossenbroek te Beers (Noord-Brabant) dat in de 18e eeuw was gebouwd en dat nu het bezit was van de familie Krieger. Vervolgens vestigde hij zich in Grave waar hij met behulp van een privésecretaris onvermoeibaar bleef doorwerken voor de 'katholieke zaak'. Het werden moeilijke jaren. Alles moest hem worden voorgelezen en zijn reactie op het gelezene moest hij dicteren. Terecht merkt Gorris op dat: ‘al zijn werken en plannen behalve de Godsdienstvriend en de Ultramontaan’ op een fiasco waren uitgelopen. Hij leed aan duizeligheid en verkeerde ‘op den oever des doods’, zoals hij zelf schrijft.
Zoo blind, dat ik geen voorwerpen meer onderscheiden kan. Bijna altoos pijn in het hoofd; deze is zo hevig alsof het in stukken gezaagd wordt. Zoo jichtig, dat ik den rechterhand met moeite aan het hoofd kan brengen. Bij dit alles echter is mijne eigenlijk gezegde gezondheid in eenen vrij goeden staat, en mijne ongemakken beschouw ik als uitstekende bewijzen van de liefde Gods, die wetende dat deze omstandigheden mijn niet veroorloven om werken van boetvaardigheid te doen, mij toch in staat stellen om voor mijne zonden te boeten.
Niet door iedereen werd Le Sage ten Broek geloofd. Een trouw lezer van de Ultramontaan deelde in een ingezonden stuk mee, dat een protestant zich tijdens een onderhoud als volgt had uitgelaten:
Le Sage ten Broek is een huichelaar, die tegenwoordig den blinden speelt en voorgeeft hoe langer hoe blinder te worden, en die opeens weder als goed ziende voor den dag zal komen, om in den Godsdienstvriend te kunnen vertellen, dat hij door een mirakel van den Prins van Hohenlobe genezen is.
Zijn werklust verliet hem echter niet. Zijn strijd tegen het door katholieken zo gehate Collegium Philosophicum en voor de vrijheid van godsdienst zette hij onverminderd voort. Daarnaast begon Le Sage te Broek steeds meer belang te stellen in de geschiedenis. In 1829 liet hij de Chronologische Volgorde der Roomsche Pausen het licht zien, een vertaling van een Duits werk dat naast een overzicht van alle pausen en sterk gedateerde levensbeschrijving gaf van de opvolgers van Petrus. Verder richtte hij openbare brieven aan Isaäc da Costa en Willem Bilderdijk, de voormannen van het protestantse Réveil, waarin hij hen opriep het Roomse geloof te omhelzen en terug te keren naar de moederkerk. Bilderdijk was onaangenaam verrast en beschuldigde Le Sage te Broek van kwaadwillige jezuïetenstreken. Da Costa's reactie was welwillender en irenischer: 'rustig en waardig, zakelijk van inhoud en vroom van geest'. Op de brieven van Le Sage ten Broek, waarin deze de noodzakelijke heilsfunctie van de katholieke kerk, het primaat van Petrus, de legitimiteit van de christelijke offerdienst en de noodzaak van het leergezag bij het uitleggen van de Schrift, betoogde deze geduldig dat het leergezag overbodig was en dat de heilige Schrift voldoende was, dit vanzelfsprekend tot afkeuring van Le Sage ten Broek. Niettemin bleef hij Da Costa en Bilderdijk bewonderen om hun talent voor de dichtkunst die het zijne verre overtrof en voor het feit dat beiden volkomen orthodox waren gebleven waar het de verzoeningsleer en de goddelijke natuur van Christus betrof. Toen Bilderijk in 1831 overleed schreef hij in de 'Godsdienstvriend':

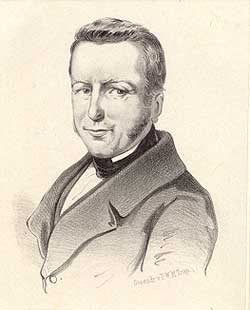
Isaäc da Costa in een prent van P. W. M. Trap (1821–1905)

Hij was een ijverige verdediger van de Godheid des Verlossers en van de Verzoeningsleer, zooals die eerstijds door de Hervormden beleden en tegenwoordig door zoo velen hunner, die zich verlicht noemen, op voorwendige uitlegkundige gronden weggeredeneerd worden. Dit was een groote misdaad in de oogen dier verdraagzame mannen en Bilderdijk werd het voorwerp hunner verguizing (...) De groote man leverde opnieuw een bewijs op van het onvermogen der menschelijke wijsheid en geleerdheid om over vooroordelen te zegepralen, en van ontoereikendheid der menschelijke verlichting tot het ontdekken van de waarheid.
Ook Da Costa, die hem vele jaren zou overleven, achtte hij zeer hoog:
...een man, voor wien wij, even als voor wijlen Mr. Bilderdijk, wezenlijke achting koesteren, wijl hij den moed bezit om zijn geloof aan den Godmensch en aan de verzoenende waarde van diens lijden en sterven... openlijk te belijden.
Le Sage ten Broeks verhouding met het protestantisme bleef echter onverminderd problematisch en regelmatig viel hij de protestanten aan op hun theologische en historische dubbelzinnigheden. Ook de vaders van de reformatie werden moesten het regelmatig ontgelden. Hierbij richtte zich meer tegen Luther dan tegen Calvijn, waarbij hij probeerde aan te tonen hoezeer het beeld van de vader der hervormers vervormd was geraakt door de nationalistische Nederlandse geschiedschrijving, hetgeen alleen het gevolg kon zijn van het feit dat de protestanten te weinig met diens geschriften bekend waren. In een ingezonden stuk in de Noord-Nederlandse Courant, waarvoor Le Sage ten Broek de gehele verantwoordelijkheid droeg, had iemand Luther een ‘Hansworst’ genoemd. Dit bleef niet onopgemerkt in hervormde kringen en niet lang daarna verscheen een polemisch gedicht met de titel ‘Dichterlijk Woord aan den Schrijver der N. Ned. Courant over den scheldnaam Hansworst den kerkhervormer Luther toegevoegd.’ Nu greep Le Sage ten Broek zelf naar de pen. In Snakerijen en Hansworstentaal van Dr. M. Luther, aangeboden aan de schrijver van het dichterlijk woord’ (1828) wees hij op de innerlijke tegenstrijdigheden en woedeaanvallen van Luther, zijn: ‘scheldwoorden, lastertaal en hansworstenpraatjes’, een uitspraak die hij later rechtvaardigde door er op te wijzen dat hij die term aan Luthers traktaat tegen de hertog van Brunswijk, ‘Wider Hanswurst’ (1541) had ontleend. Het maakte de zaak er niet beter op. Later zou hij op kalmere wijze proberen aan te tonen dat Luther, in tegenstelling tot de ‘onverbiddelijk konsekwenten Calvijn’, geen gesloten theologisch systeem heeft opgebouwd, maar allerlei tegenstrijdige en kwaadaardige uitspraken had gedaan.

## De historicus Le Sage ten Broek: Catholyke Nederlandsche Stemmen
In 1834 verscheen de eerste editie van zijn nieuwe periodiek Catholyke Nederlandsche Stemmen, waarin hij op het eerder verschenen Nederlandsche stemmen. Over Godsdienst, Staat-, Geschied- En Letterkunde reageerde en hij alleen al door de enigszins provocatieve titel ageerde tegen de idee van Nederland als een protestantse cultuurnatie die op dat moment wijdverbreid was. Zo schreef de predikant ds. Buddingh uit het overwegend katholieke St. Oedenrode tot verontwaardiging van Le Sage ten Broek:
De Roomschen bewonen wel Nederlands beemden, zij ademen wel de Nederlandsche lucht in, maar zij zijn geen Nederlanders, geene zonen van hen die met hun bloed vrijheid des gewetens kochten, en op die vrijheid den staat hebben gegrondvest. Nederlanders zijn zij niet; zij zijn slaven van Rome.
Het tijdschrift werd een groot succes: regelmatig moesten afleveringen worden herdrukt, de eerste jaargang zelfs geheel. De periodieken bevatten staatkundige, literaire, wijsgerige, historische en godsdienstige beschouwingen. In het voorwoord van de eerste nummer schreef hij:
Wij zullen in ons Blad de belangrijkste buitenlandsche gebeurtenissen en berigten, de Godsdienst betreffende, overnemen ...... alsmede zoodanige berigten, welke in particuliere brieven medegedeeld wordende, van algemeen belang zijn. Inzonderheid zullen de brieven en berigten van Catholijke Missionnarissen, die in verschillende gedeelten der wereld arbeiden, zoo veel mogelijk geheel, of uittreksels derzelve, door dit blad worden medegedeeld. Belangrijke boekwerken, welker verspreiding en vertaling voor Godsdienst en goede zeden nuttig mogten geoordeeld worden en buiten 's lands het licht zien, zullen in dit Blad worden bekendgemaakt. De Redactie meent zich te mogen vleijen, dat de Eerwaarde Heeren Geestelijken belang zullen stellen in dit blad ....
In de volgende afleveringen zou Le Sage ten Broek in een serie van 42 artikelen de geschiedenis van de hervorming in Nederland beschrijven, waarin hij met name het onrechtmatige en gewelddadige karakter van de Reformatie onderstreepte. Het beeld van de Nederlandse opstand als een protestants protest tegen de katholieke overheersing veegde hij van tafel. Hij liet aan de hand van een overvloedige weelde aan bronnen zien dat veel oprechte katholieken zich onder het bewind van Filips II tegen de inquisitie hadden gesteld en dat de Nederlandse onafhankelijkheid evenzeer de verdienste was van de katholieken als de protestanten. Hij wilde hierbij: ‘het wereldsch, dikwerf schandelijk gedrag der geestelijken van dien tijd niet vergoelijken’ en erkende voluit dat in de 16e eeuw ‘een ware hervorming wenschelijk en noodig ware’, maar wees erop dat de nieuwgezinden, zodra zij de macht hadden verworven, ‘datgene wat zij hervorming noemden’ met geweld hadden opgelegd en dat de vrijheid van geweten, die zij voor zichzelf hadden opgeëist, aan anderen (katholieken) hadden ontzegd. Hoewel Le Sage ten Broeks historische werk nog niet de hoge graad van wetenschappelijkheid bezat die latere historici aan de dag zouden leggen (overigens moet in dit verband worden opgemerkt dat de bestudering van de Nederlandse geschiedenis in die tijd het werk van dilettanten was; pas in 1860 zou er in Leiden voor het eerst een leerstoel vaderlandse geschiedenis in het leven worden geroepen), was hij de eerste die werk maakte van de 'reconstructie' van de Nederlandse geschiedenis en hij kan als zodanig gezien worden als een voorloper van de historici als Willem Nuyens, Pieter Geyl en Lodewijk Rogier die allen de 'protestantse mythe' van de Opstand zouden proberen te ontmaskeren.

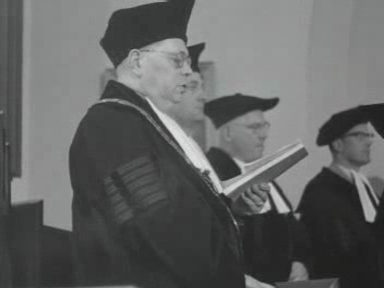
Lodewijk Rogier als rector magnificus van de Katholieke Universiteit Nijmegen.

## Latere leven

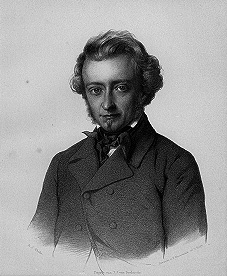
Joseph Alberdingk Thijm

In 1840 zag Le Sage ten Broek zijn diepe wens om een eigen drukkerij te bezitten eindelijk in vervulling gaan. Op loopafstand van zijn woonhuis in de Bagijnenestraat werd een drukkerij ingericht. Witz werd de bedrijfsleider. Sindsdien werd op alle zijn tijdschriften vermeld dat zij gedrukt zijn 'ter drukkerij van Josué Witz'. Als dank voor de late vervulling van zijn wens, drukt hij in het eerstvolgende nummer van de 'Godsdienstvriend' hetvolgende gedicht af:
Oneindige oorsprong aller dingen!

Die alles wijs beschikt, geheng,

Dat u de Godsdienstvriend erkentelijk de eerstelingen

Van eigen pers ter offer breng.
Tegen het einde van zijn leven vonden Le Sage ten Broeks geschriften echter steeds minder weerklank met name onder jongere, intellectueel gevormde katholieken, vooral onder diegenen die voor Le Sage ten Broeks onverwachte omzwaai van strijder voor vergroting van de rechten der volksvertegenwoordiging tot 'biddende' pleiter voor het vertrouwen op 's konings goedheid weinig waardering konden opbrengen, de latere vooruitstrevende ‘Papo-Thorbeckianen’. Velen ook misten de culturele dimensie in zijn organen. Aan hun onvrede o.a. met Le Sages ‘na 1840 gestadig onbeduidender en holler wordende organen’ en diens pathetisch verweer tegen de 'Evangelische Kerkbode' dankt men o.a. de oprichting van het tijdschrift 'De Katholiek' (1842-1910). Ook het nieuwe intellectuele zelfbewustzijn aan de grootseminaries Hageveld en Warmond waar figuren als de filosoof Broere, Borret, Leesberg, Van Vree, de latere bisschop van Haarlem, Van Kint en Brinkman voor een nieuw intellectueel elan zorgden, leidde er uiteindelijk toe dat men Le Sage te Broeks monopolie op de katholieke pers als achterhaald ging beschouwen en men behoefte kreeg aan een nieuw katholiek tijdschrift met een hoger wetenschappelijk niveau. Anderen echter, zoals de Bredase vicaris Van Hooijdink, voelden weinig voor een nieuw tijdschrift en vroegen zich wantrouwend af wat er mis was met de 'Godsdienstvriend' en de 'Catholijke Nederlandsche Stemmen'. Ze vermoedden hierin het werk van liberaal-irenisch katholieken, die dweepten met de ketterijen van de vrijzinnig protestanten. Naast de 'Katholiek' zorgde Jos. Alberdingk Thijms Dietsche Warande (1855-1890) en zijn meer populaire Volksalmanak (1852-1901) voor een frisse impuls op het gebied van politiek, kunst en literatuur. De tragiek was dat Le Sage ten Broeks strijd voor een volwaardige katholieke pers en een actieve katholieke deelname aan het publieke en culturele debat zo succesvol was gebleken, dat zijn eigen organen en publicaties hun functies verloren en aan aanzien en invloed inboetten. Zijn rol als pionier van de katholieke pers was uitgespeeld; de katholieke pers begon volwassen te worden.

## De dichter
Een groot deel van zijn leven bleef Le Sage ten Broek gedichten schrijven. Het merendeel wordt niet meer gelezen. In 1808 verscheen te Rotterdam een bundel Dichtproeve. In 1833 heeft Witz een bundel met de titel Dichterlijke Verstrooijelingen uit zijn dichtwerk willen uitgeven. In 1852, na de dood van zijn pleegvader, schreef Witz: 'de dichterlijke voortbrengselen van Le Sage, waaronder vele dichtstukken van verdienste voorkomen, zouden vereenigd twee bundels beslaan... Moge dit plan ten uitvoer worden gebracht'. G.W.C. Gorris merkt echter op: 'wij kunnen ons er slechts over verheugen dat de nog onlangs in die richting ontworpen plannen niet geslaagd zijn'. Een aantal van zijn gedichten heeft echter nog een betrekkelijke literaire betekenis. Zo verzorgde hij in 1840 het grafschrift van een vriend, de in 1841 te Grave overleden pastoor en vice-generaal van Noord-Brabant G. Hermans:
Zoo werd me een dierbare vriend, weêr van het hart gescheurd,

Dat bloedend vaak den dood van vrienden heeft betreurd ...!

Zoo gaan ze ons allen voor die ons eens dierbaar waren

Als 't lot ons is bestemd van hooge levensjaren.

De jongeling, die zich met vriendschapsdroomen vleit,

Treurt als hij grijsaard wordt, wis om zijne eenzaamheid.

'K heb in twee maanden tijds, drie vrienden weêr verloren:

En - vrienden sterven wel, maar worden niet geboren!

Dan 't oog op 't kruis gericht ... niet bij dit graf geschreid ...

Neen, vader Hermans! neen! er volgt eene eeuwigheid!
Het gedicht werd later gebruikt door Mgr. J. Grooff, de Apostolischen Vicaris van Nederlandsch-Indië, Bisschop van Canéa, die zich verontschuldigde dat hij gebruik had gemaakt 'van een vers, eertijds bij zekere gelegenheid, door den Achtingswaardigen Heer Le Sage ten Broek opgesteld, niet twijfelende of deze hartelijk toegenegene vriend van alle zendelingen zal mij dezen geestelijken diefstal wel ten goede gelieven te duiden'.

## Waardering door Rome

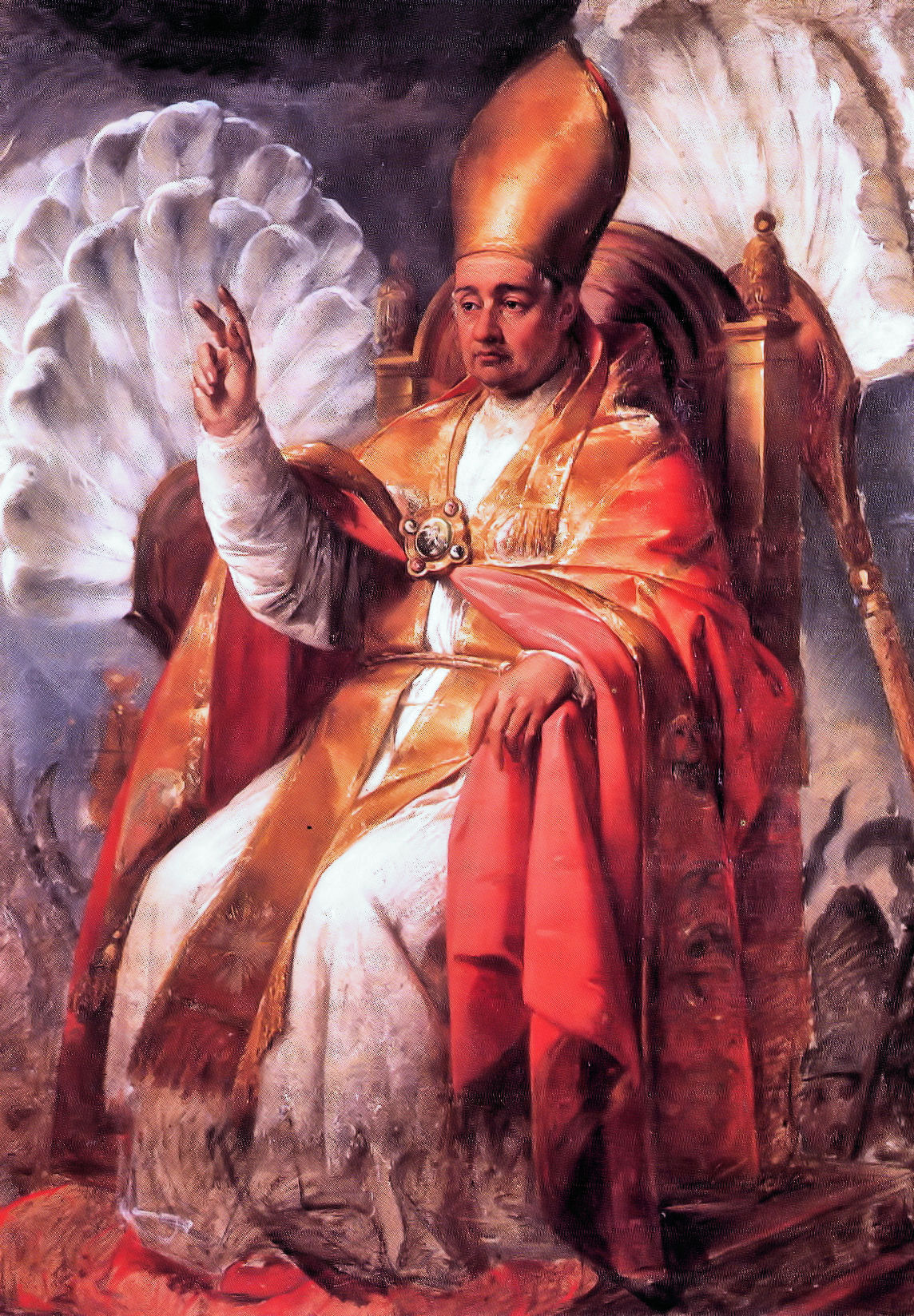
Paus Gregorius XVI,
geboren in 1765

Tegen het einde van zijn leven ontving Le Sage te Broek blijken van erkentelijkheid van Rome. Men had, zo schrijft Le Sage ten Broek, een exemplaar van de Catholijke Nederlandsche Stemmen voor de bibliotheek van de Congregatio de Propagande Fide te Rome aangevraagd. Er was nog één compleet exemplaar over. Dit liet hij fraai inbinden en aan de paus aanbieden, terwijl hij de 'Propaganda' daarvan in kennis stelde. De afleveringen werden in 1838 meegegeven aan Mgr. Antonucci, de pauselijk zaakgelastigde. Het tijdschrift leverde hem in 1838 een welwillende breve op van paus Gregorius XVI
Geliefde Zoon, heil en Apostolische zegen, Men heeft ons met uwen brief drie delen overhandigd van het weekblad, hetwelk in de laatste jaren door U is uitgegeven onder den titel Catholijke Nederlandsche Stemmen. Wij hebben dezelve weliswaar niet kunnen lezen, dewijl de Nederlandsche taal, waarin zij geschreven zijn niet verstaan. Maar Wij hebben toch uw bewijs van hulde en uw geschenk volgaarne en met gevoel van dankbaarheid aangenomen, daar het ons zeer goed bekend is, dat gij u, beminde Zoon, zoowel door uw geleerdheid als door uw toewijding aan onze apostolischen Stoel en door uwen godsdienstijver bij uwe catholieke landgenoten verdienstelijk maakt.
Daarna volgde de apostolische zegen.
Le Sage ten Broek drukte de breve af in zijn tijdschrift met hetvolgende onderschrift:
Onze lezers zijn te wel bekend met onze gevoelens en gehechtheid aan den Apostolischen Stoel, dan dat wij zouden behoeven te zeggen over den aangenamen indruk, dien deze Breve op ons hart heeft gemaakt. Wij hechten aan den Apostolische zege zoo veel waarde, dat wij daarvoor meer dan door den grootsten bijval bemoedigd worden en onze zaak voelen verlichten.
Drie jaar later werd Le Sage ten Broek, 'op voorspraak van een eerbiedwaardige prelaat, vermoedelijk Mgr. Hermans, tot Ridder van den Gouden Spoor benoemd, zodat hij het ordeteken; een Malthezer kruis en Moeder-Gods-medaillon en een afhangende gouden spoor ontving. Opvallend is dat Le Sage ten Broek er nauwelijks gewag van maakte. Slechts één regel in de Godsdienstvriend wijdde hij aan de onderscheiding, zonder deze bij name te noemen:
Hij mogt ook opnieuw een schitterend bewijs van de welwillende genegenheid des H. vaders erlangen, waaraan hij nimmer gedacht had.

## Dood

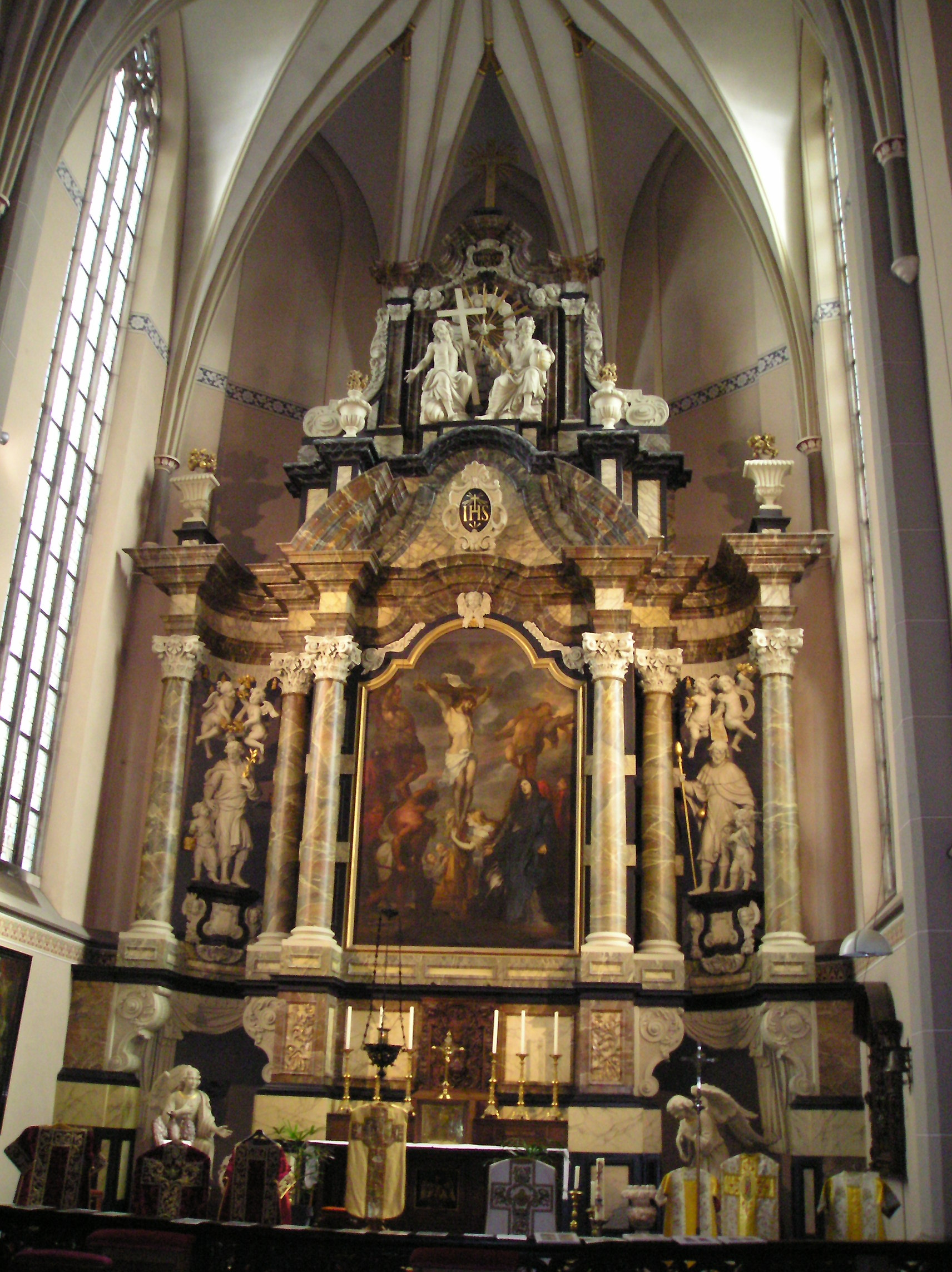
Priesterkoor Sint Elisabethkerk Grave

Op 26 november 1846 was Le Sage ten Broek 71 jaar geworden, maar hij was nog altijd vol elan en goede moed: hij was inmiddels in een intense strijd verwikkeld geraakt voor de vervolgde bisschoppen Droste zu Vischering, Dunin, Grooff en Laurent, de bisschop van Luxemburg. Daarnaast was hij bezig met een actie voor een aannemelijke grondwetsherziening, vrijheid van onderwijs, afschaffing van het recht van Placet door de overheid. Niet lang daarvoor had hij nog geschreven:
Ondanks de tribulatiën mag ik mij door Gods Goedheid over de beste gezondheid verblijden. Ik zal in den loop dezer week mijn 72ste jaar intreden, en desniettegenstaande ben ik sterker dan 10 a 12 jaar geleden.
Witz wees er echter later op dat Le Sage ten Broek niet geheel onvoorbereid op het einde was:
'Alwie den vromen Le Sage kende, weet, dat hij den dood bestendig voor ogen had'.
Een jaar tevoren had hij nog zijn eigen bidprentje gemaakt.
Niettemin zou het zijn laatste levensjaar worden. Op zondag 11 juli 1847 woonde Le Sage ten Broek twee missen bij en ontving hij de Heilige Communie. Die avond, om omstreeks zeven uur, verliet hij zijn werkkamer, maar viel van een lage trap en stootte zijn hoofd tegen een paal, waarop hij dodelijk gewond neerstortte. Volgens historicus L.J. Rogier stierf hij als een 'voorbeeldig katholiek'. Enkele minuten later was hij dood. De Kock schreef: 'Behoedzaam werd de bewustelooze grijsaard opgenomen en te bed gelegd. Men zag: het einde was daar. De ijlings ontboden heer Kapelaan kon hem nog slechts het H. Oliesel toedienen. Hij die zooveel jaren het aardsche licht ontbeerd had, steeg nu het Eeuwig Licht tegemoet.' Het is echter nooit volkomen duidelijk geworden wat nu precies de doodsoorzaak geweest is. Werd de val veroorzaakt door een herseninfarct, of was de val zelf de voornaamste oorzaak?
Le Sage ten Broek werd op 13 juli na een plechtige requiemmis in de parochiekerk van de heilige Elisabeth onder grote belangstelling begraven op de Gemeentelijke Begraafplaats van Grave (het stadje had toen nog geen katholiek kerkhof), naast zijn goede vriend de vicaris G. Hermans. Le Sage ten Broek had zelf zijn grafgedicht geschreven, een vrije vertaling van een viertal regels van de vermaarde Franse bekeerling en schrijver Louis Veuillot (1813-1883), die in het negentiende-eeuwse Frankrijk een van de grote voorvechters was geweest van het ultramontanisme:
'k Verlang geen kostbaar praalgesteente,

geen ijd'le lofspraak op mijn graf,

maar 't kruis alleen, dat me in dit leven

de hoop op beter leven gaf.
Zijn pleegzoon Josué Witz meldde Le Sage ten Broeks dood in het volgende afleveringen van de 'Godsdienstvriend' en de 'Catholyke Nederlandsche Stemmen'. 'Le Sage is niet meer', schreef hij aangedaan, waarna hij een bewogen opsomming gaf van de vele verdiensten en deugden van zijn pleegvader: 'hij bleef op het slagveld te midden van den strijd; hij viel, om het zoo uit te drukken, met de wapens in de vuist.' De katholieke pers was algemeen is zijn deelneming voor haar voorganger: hij werd geprezen om zijn slagvaardigheid en zijn pionierswerk. Ook de neutrale Rotterdamsche Courant, die hem zo vaak had aangevallen, wijdde een artikel ter nagedachtenis aan haar vroegere stadgenoot en vermeldde niet zonder een 'stille bewondering' dat hij ondanks zijn blindheid zijn tijdschriften tot het einde toe geredigeerd had. Verder verschenen er artikelen in onder meer het Journal de Bruxelles, het Jourmal historique et litériare de Liège en De Eendragt uit België, de Süddeutsche Zeitung für Kirche und Staat uit Duitsland en de Schweizerische Kirchenzeitung uit Zwitserland. De Franse Le Nécrologe Universal du XIX Siècle vroeg zijn necrologie op. In Keulen, Munster, het seminarie van Luxemburg en in de hoofdstad van het groothertogdom werden uitvaartdiensten gehouden voor de overledene. Uit Rome ontving Witz lofprijzingen op de overledene en brieven van deelneming.

## Grafmonument
Het eenvoudige houten kruis, waar Le Sage ten Broek in het grafgedicht naar verwezen had, zou er inderdaad komen, maar het werd in de loop der tijd regelmatig verplaatst en uiteindelijk maar ergens in de grond gestoken, zodat het onmogelijk was uit te maken waar het stoffelijk overschot te ruste was gelegd. Niettemin werd, toen het kruis na enige tijd vergaan bleek, in 1885 een commissie in het leven geroepen die een geldinzameling heeft gehouden onder de Nederlandse katholieke gemeenschap, waarna de Nijmeegse beeldhouwer Henri Leeuw jr. de opdracht werd gegeven een hardstenen grafmonument te vervaardigen. Het neogotische monument toont aan de voorzijde de buste van de schrijver. De sokkel van het grafteken rust op verschillende treden, bestaande uit natuurstenen en kunststenen voetplaten. Het monument bestaat verder uit een grafkruis met op de dwarsbalk de inscriptie: 'spes mea' (mijn hoop). Tussen de kolommen is tegen de (westelijke) voorzijde van de sokkel een marmeren medaillon geplaatst, met in hoogreliëf het portret van de overledene. Op dezelfde plaats aan de zuidelijke, oostelijke en noordelijke zijde is een marmeren plaquette bevestigd met respectievelijk de inscripties:
Hulde van Ned. Katholieken

aan de nagedachtenis

van Joachim George

Lesage ten Broek

Den edelen bekeerling

den onvermoeiden strijder

den voorbeeldigen Christen

A.D. 1885

Geb. te Groningen 27-11-1775

In den schoot der kerk

teruggekeerd 1806

Ridder van

't Gouden Spoor 1840

overl. te Grave 11-7-1847

R.I.P.

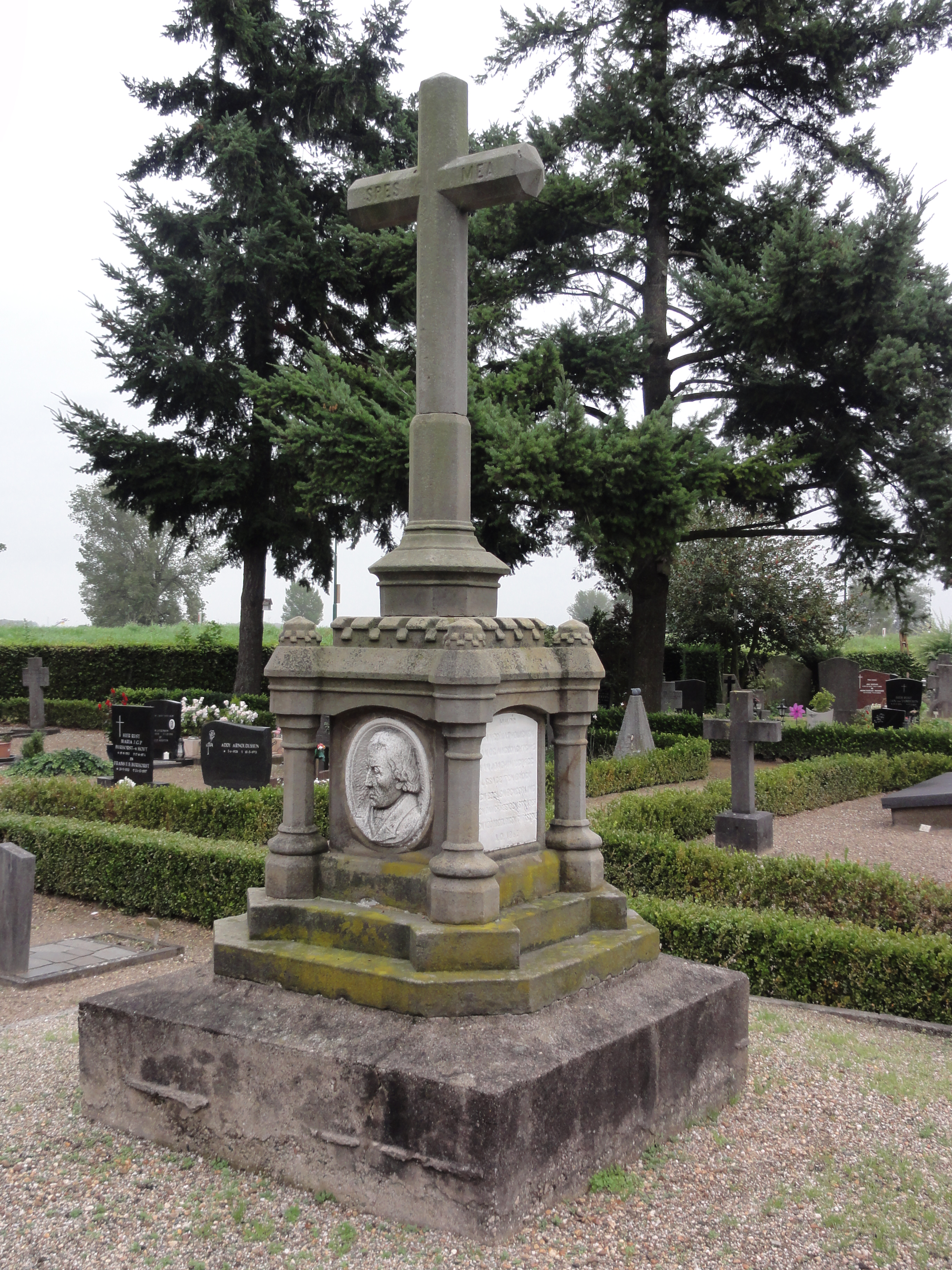
Grafmonument in Grave

Daarna volgt het door Le Sage ten Broek zelf geschreven grafgedicht. Het grafmonument is van bijzonder cultuurhistorische belang als uitdrukking van de geestelijke ontwikkeling en de ontwikkeling van de katholieke grafcultuur en de typologie van het grafmonument.
In het jaar van zijn dood schreven de toenmalige bisschop van Haarlem en een van de oprichters van het tijdschrift de 'Katholiek', Franciscus Jacobus van Vree, een aangrijpende necrologie over de katholieke emancipator: 'Laat ons dan op de doodkist van den verscheiden Le Sage het besluit hernieuwen om eensgezind, en uit al onze krachten, voor waarheid, regt en vrijheid te strijden (...) met de wapenen des geestes, door middel van woord en pers.'

## Blindenbibliotheek
Mede door de verzuiling waren er in Nederland verschillende bibliotheken ontstaan, waaronder de Christelijke BlindenBibliotheek te Ermelo. De voorheen in Grave en later in Nijmegen gevestigde blindenbibliotheek ten behoeve van blinden en slechtzienden was naar Le Sage ten Broek genoemd. Omdat er modernere media ter beschikking kwamen dan braille en boeken die op cassettebandjes werden ingesproken, kwam er voor deze blindenbiliotheken, die steeds meer waren gaan samenwerken, sinds 2007 nog maar één aanvraagloket voor aangepaste lectuur: de Bibliotheekservice Passend Lezen. Op 25 november 2006 hebben de leden van de Vereniging NLBB (Nederlandse blindenbibliotheken) ingestemd met het voorstel om de NLBB om te vormen tot een belangenvereniging onder de naam NLBB Vereniging van Leesgehandicapten. Op de Algemene Ledenvergadering van 13 juni 2015 stemden de leden in met de nieuwe naam Vereniging Onbeperkt Lezen. Hiermee ging de verwijzing naar Le Sage ten Broek teloor.

## Le Sage ten Broek-genootschap
Joachim le Sage ten Broek is de naamgever van het Catholijk Ultramontaansch genootschap Le Sage ten Broek o.a.g., sinds 2005 een bolwerk van de katholieke intelligentsia te Amsterdam. Het genootschap houdt zich bezig met de bestudering van theologische, literaire en cultuur-filosofische teksten. Het telt onder zijn leden gewijde dienaren, juristen, theologen, pastoraal werkers, politici, musici en randkerkelijken. Het genootschap is alleen toegankelijk voor mannen.

## Erfenis

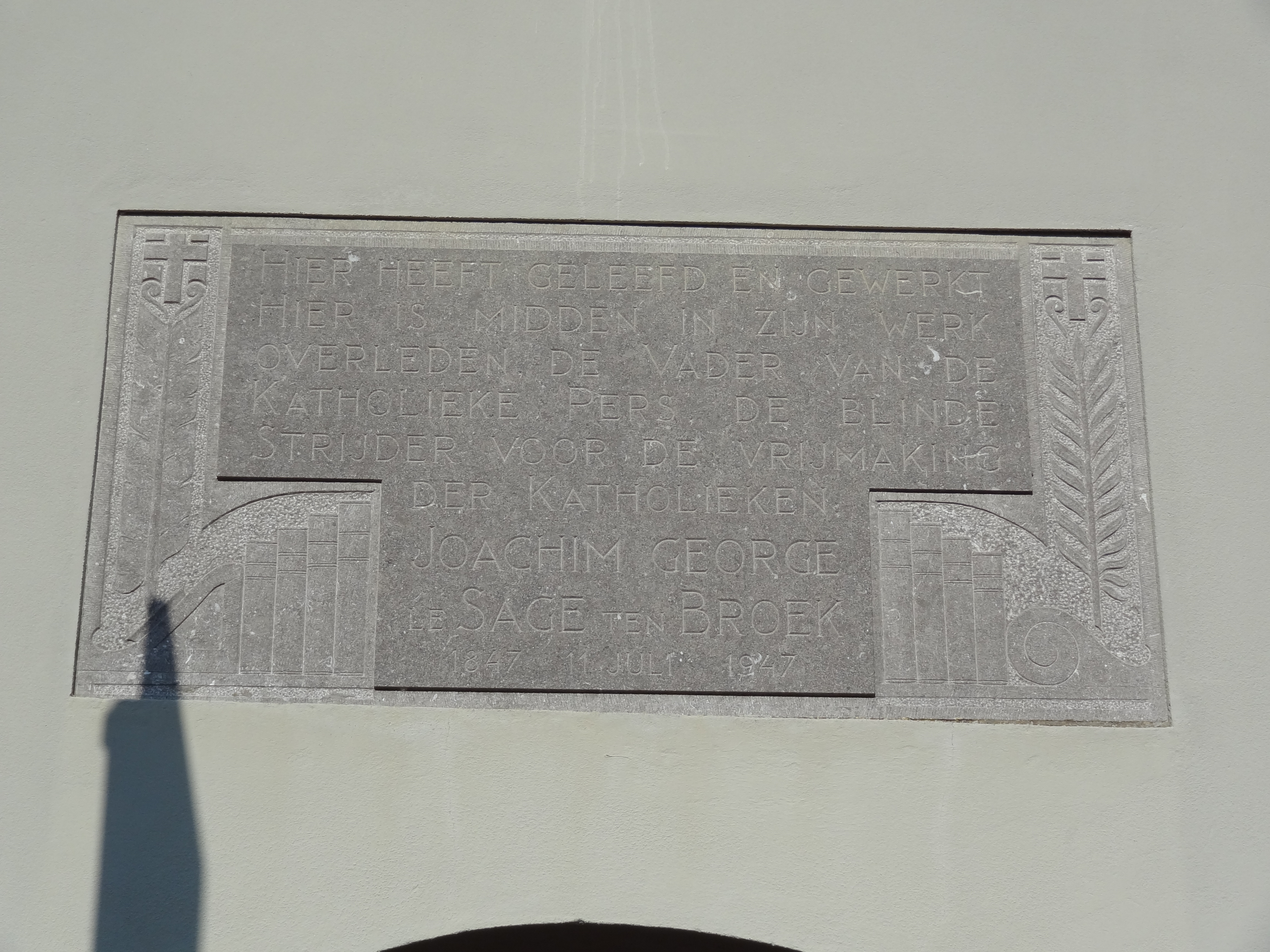
Gedenksteen in Grave

Le Sage ten Broeks werk wordt weinig meer gelezen. Zijn gedichten hebben volgens de katholieke literatuurwetenschapper Knuvelder nauwelijks 'literaire waarde'. Zijn journalistieke werk echter is van grote historische betekenis, met name voor de ontwikkeling van persvrijheid en intellectuele emancipatie van de Nederlandse katholieken. Het herstel van de bisschoppelijke hiërarchie in Nederland (Kromstaf) in 1853 zou hij niet meer meemaken. In 1947 onthulde de aartsbisschop van Utrecht, kardinaal Johannes de Jong, in Grave een gedenksteen voor Le Sage ten Broek. L.J. Rogier, chroniqueur van katholiek Nederland, rekende hem later onder de 'opportunisten, die met het veranderende getij de bakens willen verzetten en al te gemakkelijk bezwijken voor het gefluit van gehuurde vogelaars' om hem vervolgens als volgt te beschrijven: 'vroeger reeds een onklaar amalgaan van De Maistre en Lamennais, symptoom van een eeuwig zwenken van autocratie naar democratie'. 
In 2010 werd de Stichting Beheer Le Sage ten Broek (niet te verwarren met het Catholijk Ultramontaansch Le Sage ten Broek genootschap te Amsterdam) door de rechtbank in Arnhem failliet verklaard. 
In Eindhoven, Grave, Nijmegen, Oisterwijk, Tilburg en Valkenswaard zijn straten naar Le Sage ten Broek vernoemd.

## Over Le Sage ten Broek
- G.W.C. Gorris, J.G. Le Sage ten Broek, 2 delen (Amsterdam 1947-1948)
- J.A.G. Tans, ‘VI. Au dessus de la melée.’ In: Bossuet en Hollande (1949)
- G.P.M. Knuvelder, ‘Joachim le Sage ten Broek (1775-1847)’ In: Handboek tot de geschiedenis der Nederlandse letterkunde. Deel 3 (1950)
- L.J. Rogier en N. de Rooy, ‘4. Vroomheid’ In: In vrijheid herboren. Katholiek Nederland 1853-1953 (1953)
- L.J. Rogier, Katholieke Herleving (1956)
- J. Peijnenburg [uit: G. Harinck e.a.(red.), Christelijke Encyclopedie (Kampen 2005)]
- F. Jos. van den Branden en J.G. Frederiks, Biographisch woordenboek der Noord- en Zuidnederlandsche letterkunde (1888-1891)
- P.J. Blok en P.C. Molhuysen, Nieuw Nederlandsch biografisch woordenboek. Deel 6 (1924)
- A.J. van der Aa, Biographisch woordenboek der Nederlanden. Deel 2. Derde en vierde stuk (1855)
- Kagchelland, A. en M. Kagchelland, Van dompers en verlichten. Een onderzoek naar de confrontatie tussen het vroege protestantse Réveil en de Verlichting in Nederland (1815-1826). Delft, Eburon, 2009.
- J.H.J.M. Witlox, De Katholieke Staatspartij in haar oorsprong en ontwikkeling geschetst. 's-Hertogenbosch
- R. Dagnino, ‘België als model voor de Nederlandse katholieken. J.G. le Sage ten Broeks bijdrage tot de interne beeldvorming in de Nederlanden’ In: Trajecta, XIX-XX, bl. 291-322 (2010-2011)
- R. Dagnino, ‘Broek, Joachim George le Sage ten’ In: Biografisch Woordenboek van Nederland (2011)
- R. Dagnino, Twee Leeuwen, Een Kruis. De rol van katholieke culturele kringen in de Vlaams-Nederlandse verstandhouding (1830-ca. 1900) (2015)